# Кокошкино (дачный посёлок)
Коко́шкино — дачный посёлок в Новомосковском административном округе Москвы, в районе Внуково. До 1 июля 2012 года входил в состав Наро-Фоминского муниципального района Московской области.

## География
Дачный посёлок Кокошкино расположен в Москве, в 17 км к юго-западу от МКАД, в 33 километрах от центра («Нулевой километр автодорог Российской Федерации») между Киевским и Минским шоссе, в 7,5 км от аэропорта «Внуково».

## Население
| 1979    | 1989    | 2002    | 2009    | 2010    | 2012    | 2013    |
| ------- | ------- | ------- | ------- | ------- | ------- | ------- |
| 11 074  | ↘10 694 | ↘9900   | ↘9819   | ↗11 600 | ↗11 761 | ↗12 171 |
| 2014    | 2015    | 2016    | 2017    | 2018    | 2019    | 2020    |
| ↗12 737 | ↗13 451 | ↗14 715 | ↗15 307 | ↗16 073 | ↗18 672 | ↗18 932 |

## История
Дачный посёлок Кокошкино получил название от станции Кокошкино, названной по фамилии землевладельца Ф. Ф. Кокошкина — юриста, издателя и депутата I Государственной Думы Российской империи . Посёлок Кокошкино был образован в 1956 году, с 1 июля 2012 года включён в состав Москвы.
Не позднее 2005 года в состав Кокошкина был включён хутор Санино.

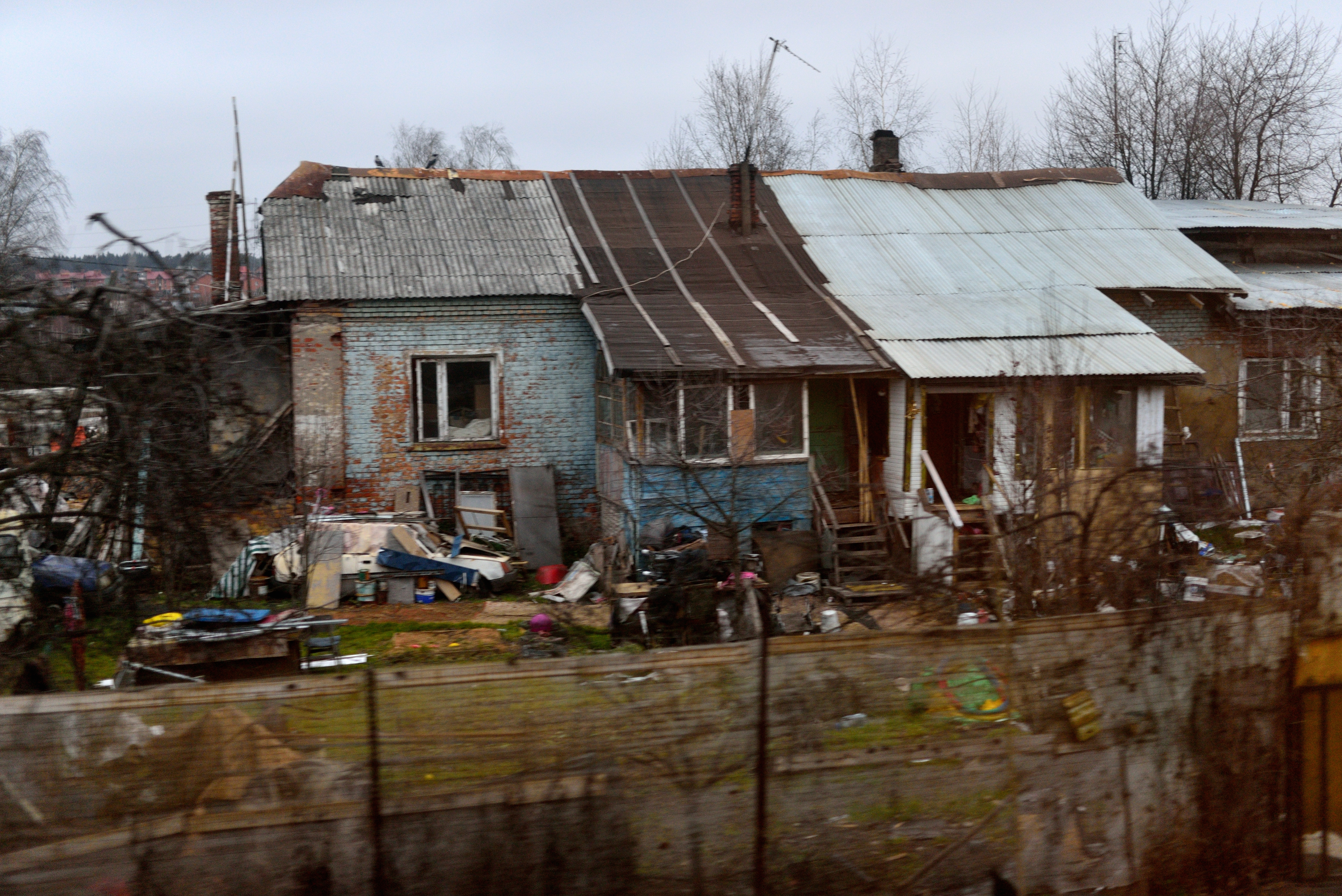
Не аварийный и не вошедший в программу реновации жилой дом хутора Санино

## Экономика
Единственное промышленное предприятие в дп Кокошкино ЗАО Фирн-м — производство лекарственных препаратов. Сфера торговли в посёлке представлена тремя магазинами «Пятёрочка» и одним магазином «Дикси». В сентябре 2014 г. открылся магазин «Магнит», а также множеством других торговых точек, продающих товары самого разного предназначения. Из предприятий сферы услуг и учреждений на территории Кокошкина имеются: отделение скорой помощи, поликлиника (детская и взрослая) со стационарным отделением, автосервис, автомойки, парикмахерские, дом быта, кафе, комбинат бытового обслуживания, кондитерская, отделение Сбербанка и прочее.

## Транспорт
Железная дорога

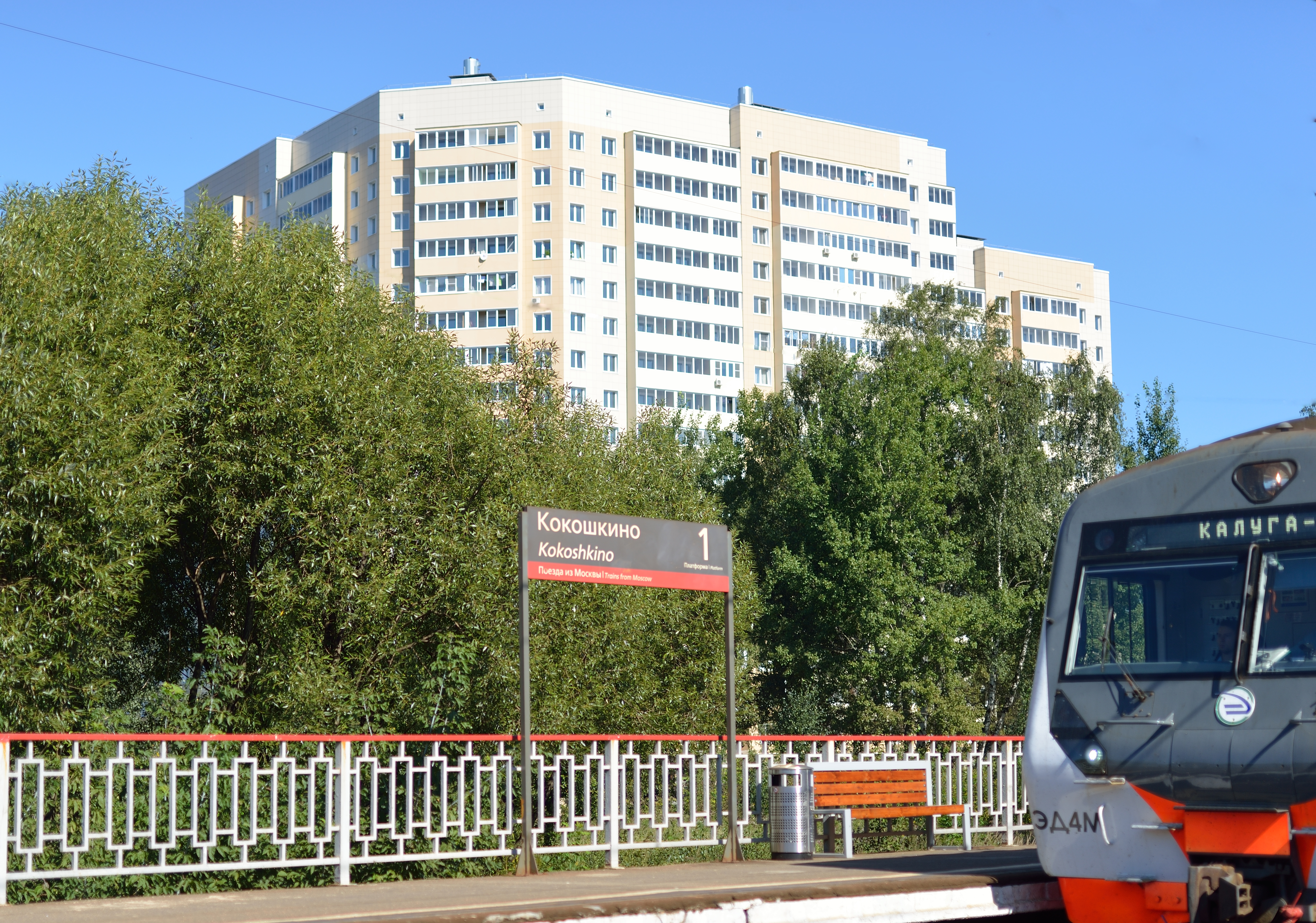
Платформа Кокошкино

На территории посёлка есть одноимённый пункт остановки пригородных электропоездов — платформа Кокошкино, Московской железной дороги. Кроме того, в состав посёлка включён бывший посёлок Московского автомобильного завода им. И. А. Лихачёва (ЗИЛ), расположенный северо-западнее станции Толстопальцево, непосредственно примыкая к ней. Третий остановочный пункт на железной дороге в посёлке планируется к постройке в районе деревни Санино, где будет транспортно-пересадочный узел
Автобус
Кокошкино является конечной остановкой для автобусов № 878, № 964 и № 950, имеется маршрутное такси до Крёкшино. Через посёлок Кокошкино также проходит автобусный маршрут № 486 Краснознаменск — Москва, метро Юго-западная (следующий по Киевскому шоссе), который обслуживает Одинцовское ПАТП, но остановки на территории посёлка не имеет.
Велосипед
Глава Департамента развития новых территорий Москвы Владимир Жидкин заявил, что строящаяся дорога от Троицка до Кокошкино длиной 14 км будет иметь велодорожку.

## Строительство

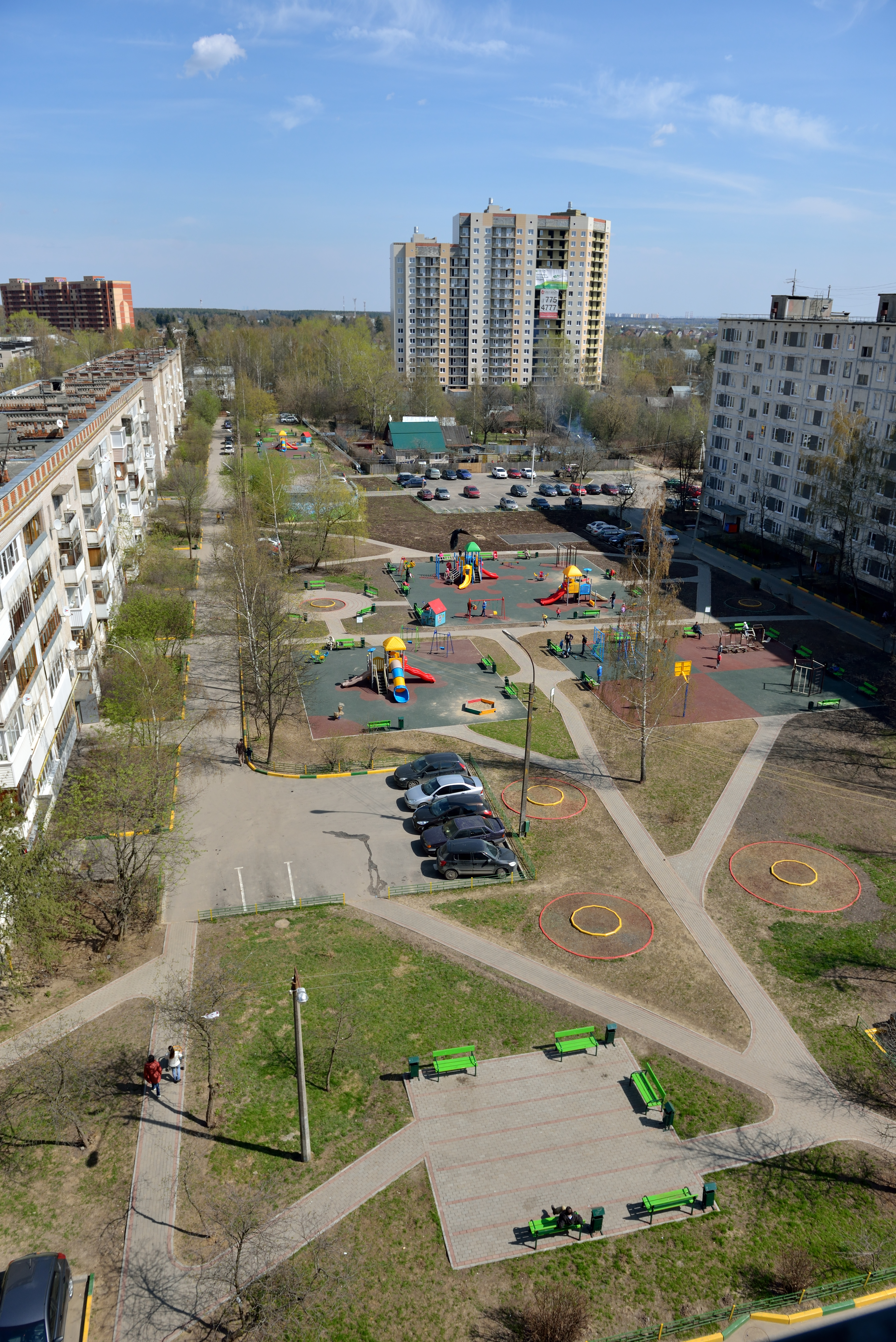
17 этажный дом сдан в эксплуатацию

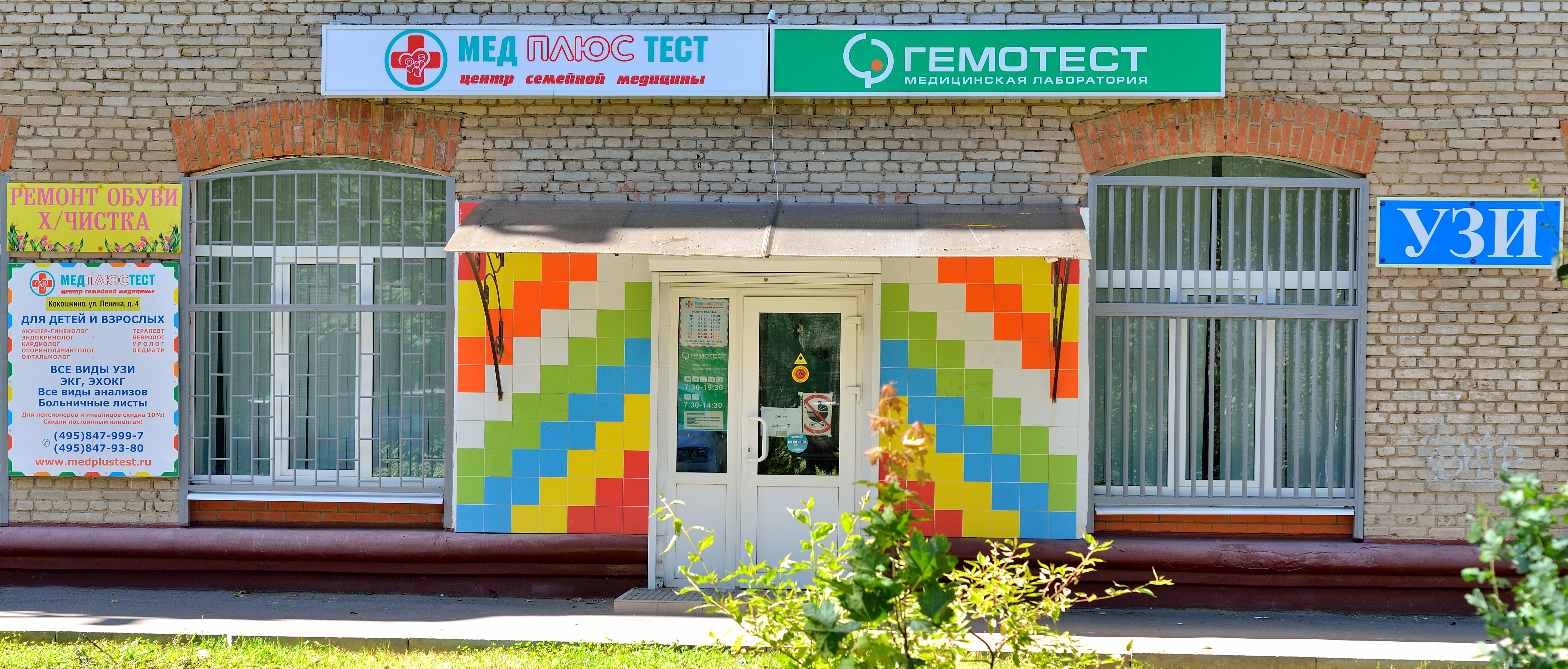
Кокошкино Центр семейной медицины

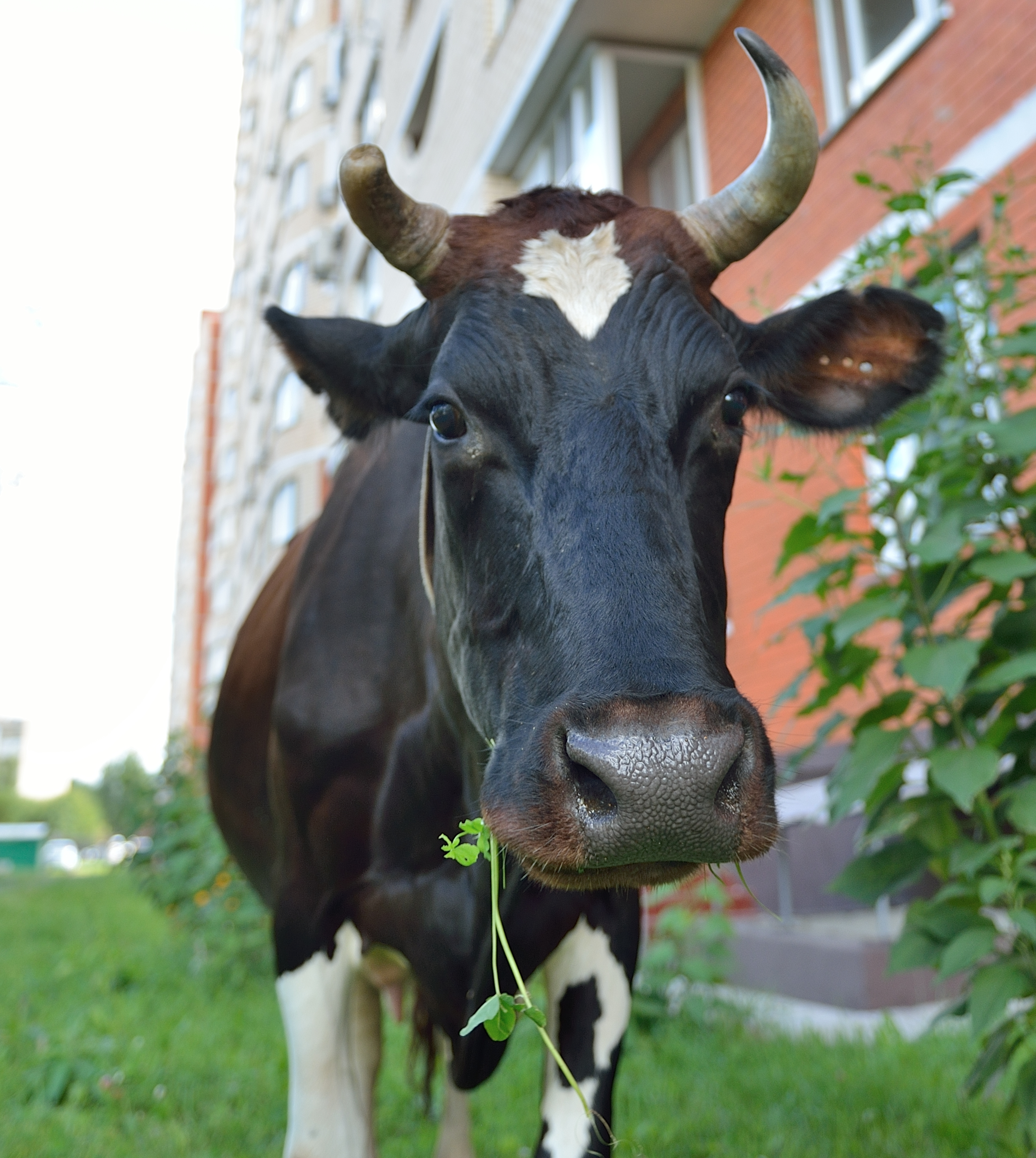
Му из Москвы (поселение Кокошкино, Новая Москва)

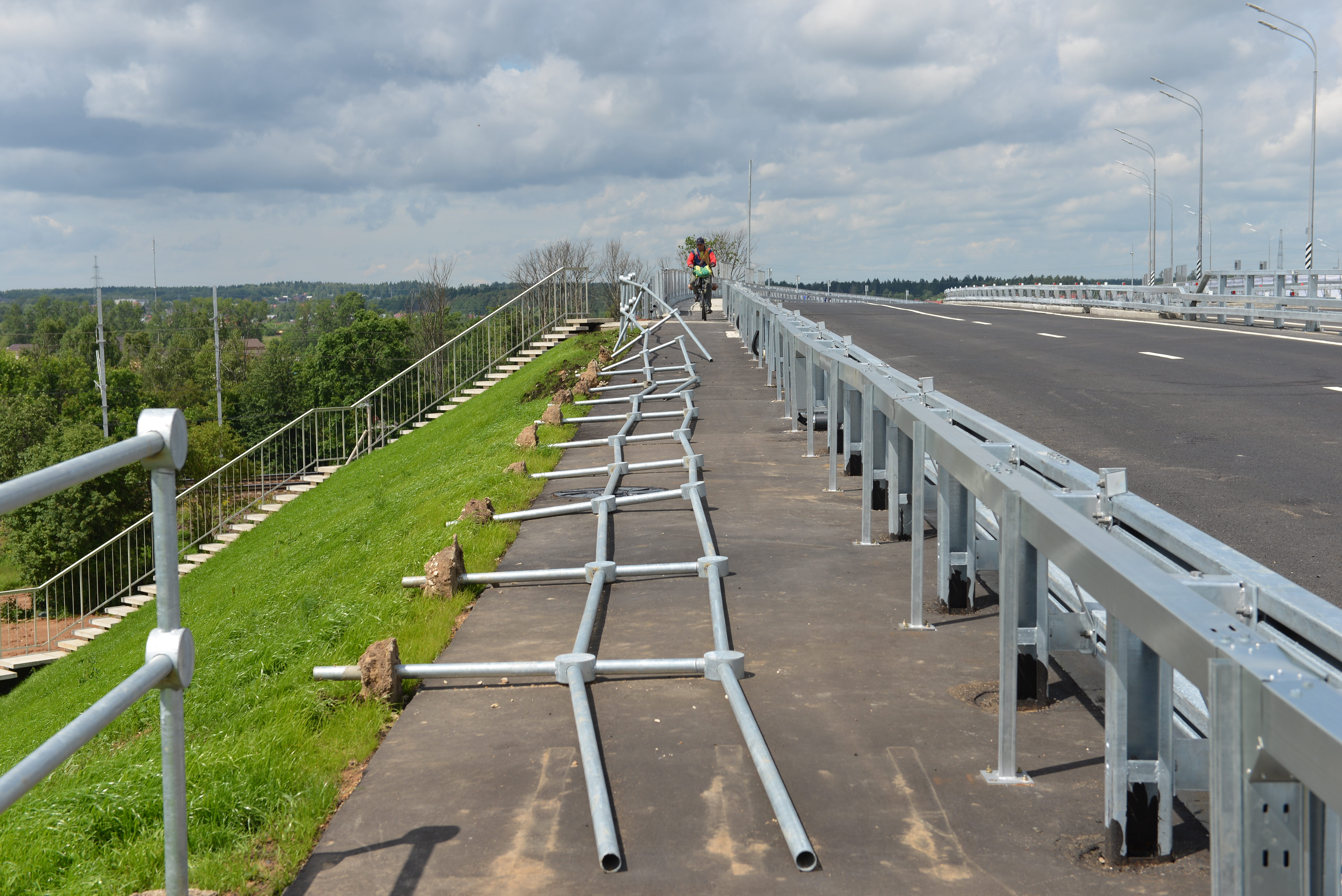
Ограждение путепровода через Киевское направление жд, упавшее на следующий день после осмотра его мэром и ввода путепровода в эксплуатацию.

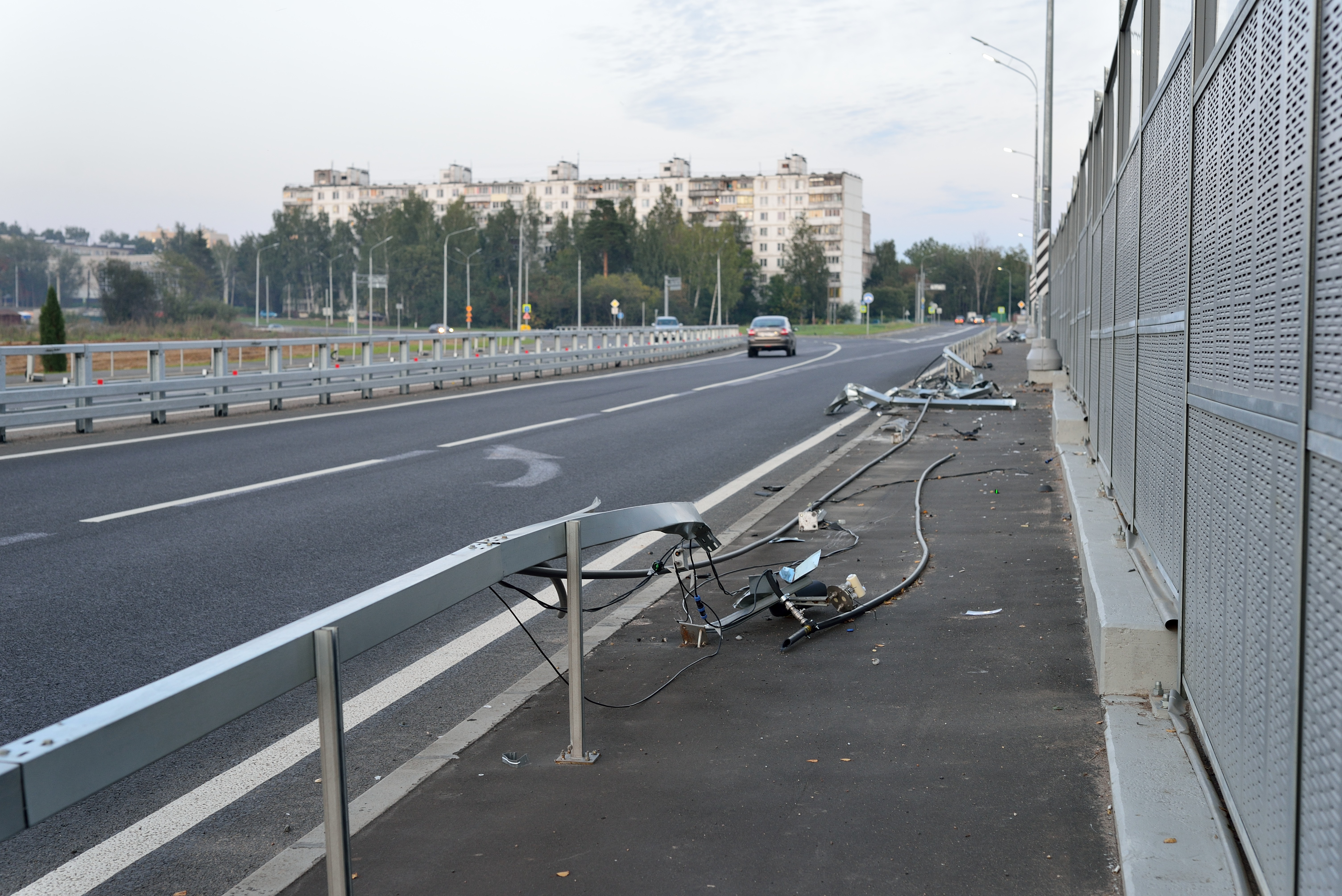
Повреждения отбойников нового путепровода в результате аварий

Из новостроек последних лет в Кокошкино можно выделить четыре монолитно-кирпичных дома высотой до 16-17 этажей. Два из них введены в эксплуатацию в 2008 году, третий сдан в эксплуатацию в 2016 году.
По состоянию на декабрь 2017 года остаётся один не до конца построенный дом-долгострой.
В 2013 году возле железнодорожной платформы Кокошкино была построена перехватывающая стоянка для автотранспорта. После постройки новой автодороги в сторону переезда значительная часть машин паркуется на ней, перегораживая полосы движения и места, запланированные под остановку общественного транспорта[значимость факта?].
В 2015 году в западной части Кокошкино началось строительство объездной 4-полосной автодороги с эстакадой через ж/д пути киевского направления, подготовка к которому сопровождалось скандалами вокруг публичных слушаний и противостоянием с жителями посёлка. В ходе строительства вырублено значительное количество деревьев ценных пород. В качестве компенсации не высажено ни одного.
По информации из СМИ: «30 июня 2017 года в поселении Кокошкино был открыт новый путепровод над железной дорогой. Для безопасности пешеходов подходы к путепроводу от указанных улиц и сам путепровод оборудованы тротуарами шириной 2,2 метра, отвечающими требованиям доступной городской среды. Для маломобильных граждан с нарушением зрения на участках, представляющих опасность здоровью, предусмотрена укладка тактильного покрытия. Для защиты жителей дачного посёлка Кокошкино от шума были установлены шумозащитные экраны». «Хорошая дорога, всех поздравляю», — сказал Сергей Собянин при приёмке дороги.
На следующий день 1 июля 2017 года ограждения путепровода упали в том месте где Мэр Москвы их принимал.
В течение первых двух месяцев эксплуатации путепровода произошло несколько серьёзных автомобильных аварий, наиболее частые из которых возникают на выезде из поворота путепровода в сторону многоэтажной застройки поселения вследствие перекрытия видимости на скоростном участке путепровода шумозащитными экранами, разбиты отбойники, разорваны трубопроводы подачи противогололёдного реагента на дорогу.
Фактическая ширина пешеходной зоны на путепроводе и подходах к нему не соответствует сообщению СМИ, на высоко расположенных участках подходы к путепроводу не имеют ограждений. Тактильное покрытие не уложено. В районе примыкания подходов к путепроводу, находится опасный для маломобильных граждан и граждан с нарушением зрения участок, не имеющий ограждений, создающий опасность падения людей с высоко расположенной пешеходной части путепровода.
Велосипедной дорожки нет ни на путепроводе, ни на подходе к нему, идущему от центра поселения Кокошкино — она начинается в чистом поле, в нежилой зоне.
Фактическая ширина, вместо заявленных 2,2 м, составляет 1,1 — 1,7 м. Обочина пешеходной дороги идёт крутой склон, не содержащий защитных ограждений.
В единственном подземном переходе, построенном в Кокошкино, под введённой в эксплуатацию Мэром дорогой поперёк движения пешеходов находятся открытые, не отгороженные от падения люки, надземный переход дороги невозможен в связи с проходящими вдоль неё отбойными ограждениями.
4 марта 2017 года в посёлке прошёл проектный семинар, участникам которого было предложено в интерактивном формате обсудить концепцию благоустройства центральной улицы поселения. На семинаре представлен для обсуждения проект благоустройства улицы Железнодорожная, который по сообщению заместителя главы администрации поселения Костикова А. Е. планируется реализовать в 2017 году. Проектом предусмотрено обустройство общественной площади для проведения городских мероприятий. Представлена визуализация проекта.
К предлагаемому проекту были поданы предложения жителей.
К празднованию дня города Москвы общественная площадь была построена, предложения жителей, подававшиеся на семинаре, при реализации проекта не учтены.
Ведётся строительство трёхэтажного детского сада на 300 мест (12 групп) на месте снесённой старой школы.
В апреле 2017 года начат ремонт платформы Кокошкино с плановым сроком окончания работ в июле 2017 года. К 10 сентября 2017 года произведён ремонт одной половины платформы.

## Реновация

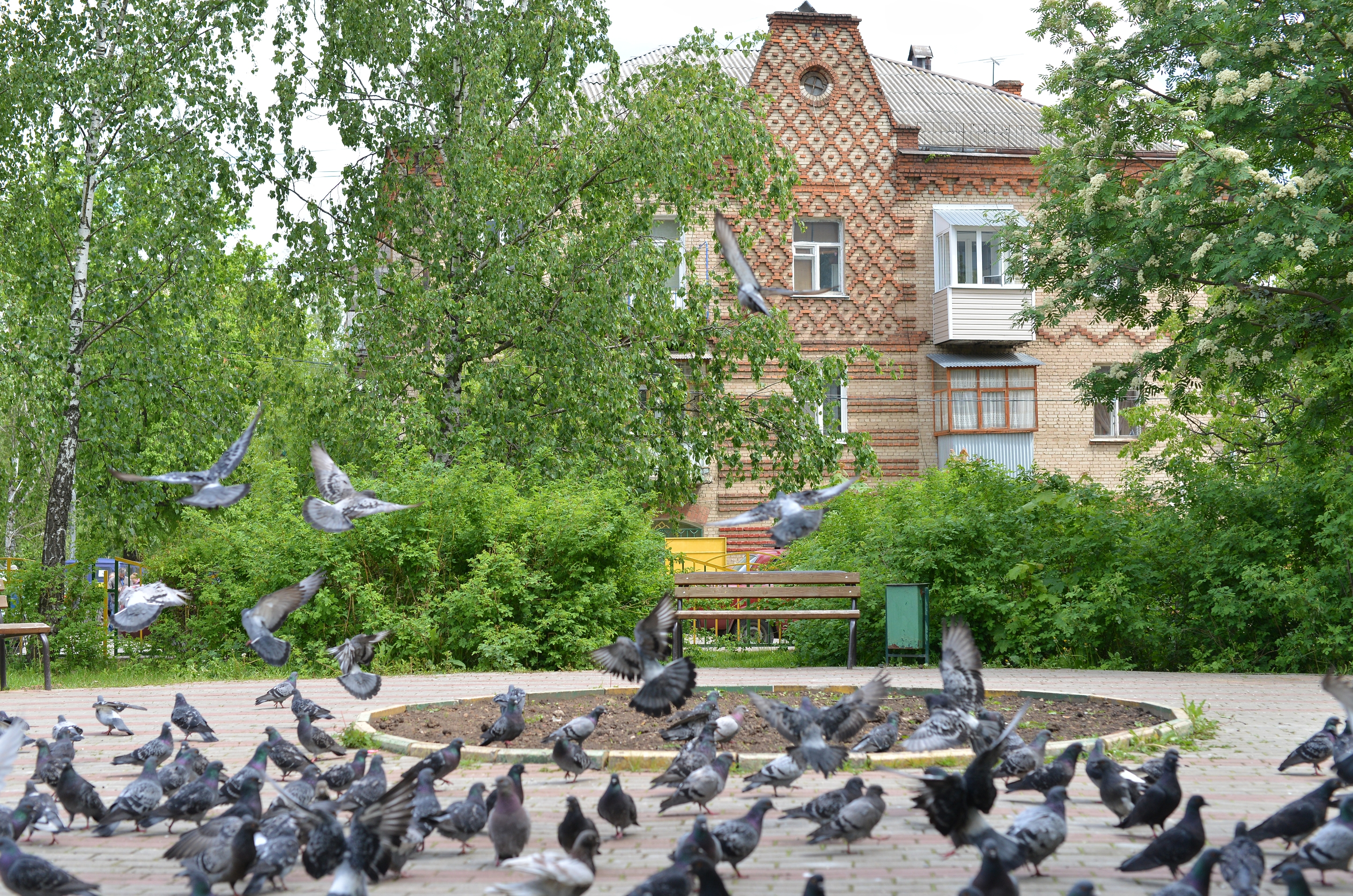
Дом по Ленина,2

Согласно решению Московского фонда реновации жилой застройки, два многоквартирных дома с фигурными узорами из красного кирпича по ул. Ленина дом 2 и ул. Школьная дом 1 представляют историко - культурную ценность и включены в перечень домов, подлежащих сохранению, решением заседания Штаба по реализации программы реновации жилищного фонда в городе Москве в марте 2019 года, как дома, построенные вопреки действующему на тот момент Постановлению Центрального Комитета КПСС и Совета Министров СССР от 4 ноября 1955 года №1871 «Об устранении излишеств в проектировании и строительстве»
Ссылки:
218 исторических зданий сохранят в рамках программы реновации
Таблица - перечень зданий города Москвы, которые будут сохранены в рамках программы реновации

## Преобразования, произошедшие в посёлке после вхождения территории в город Москву

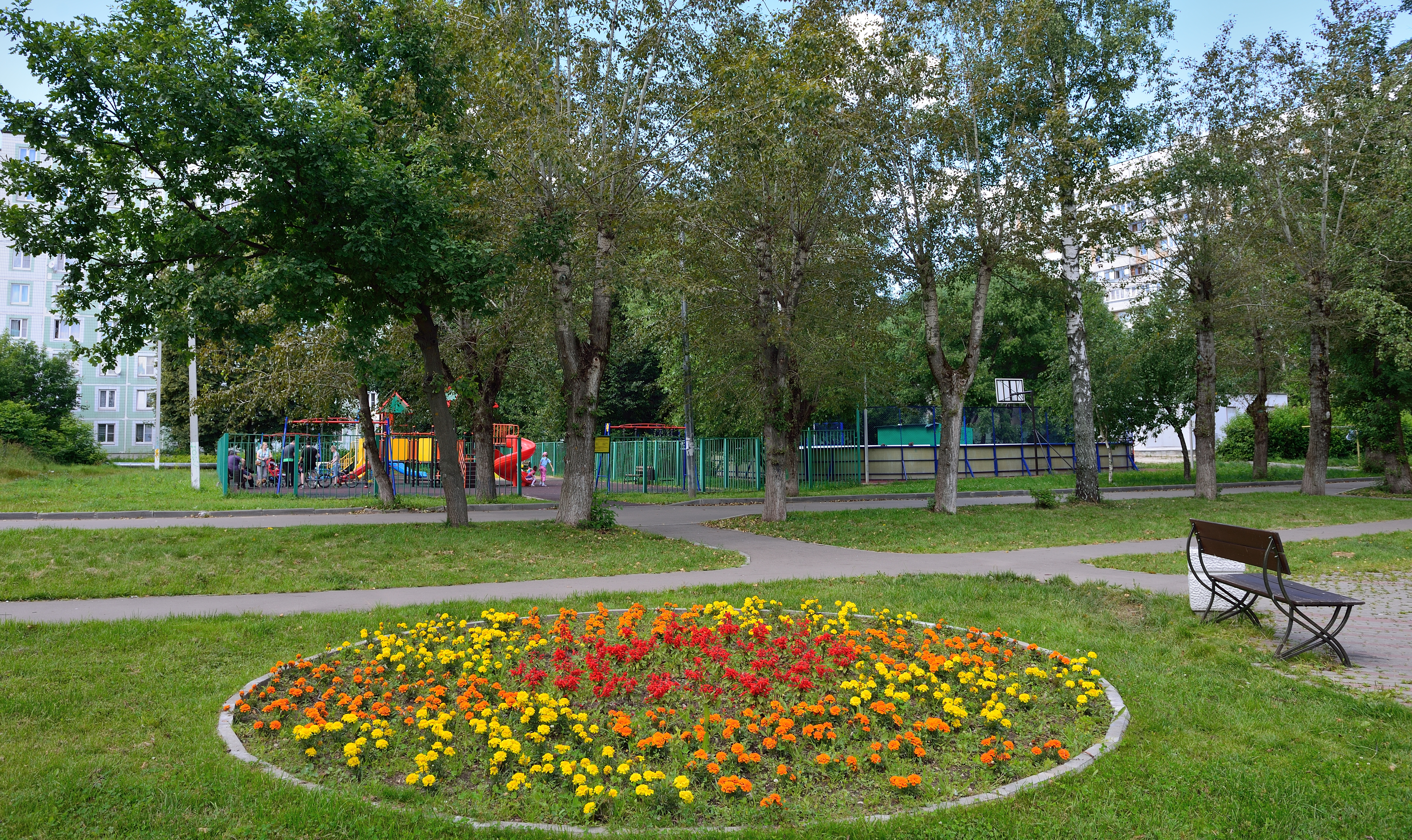
Кокошкино Новая хоккейная и детская площадки

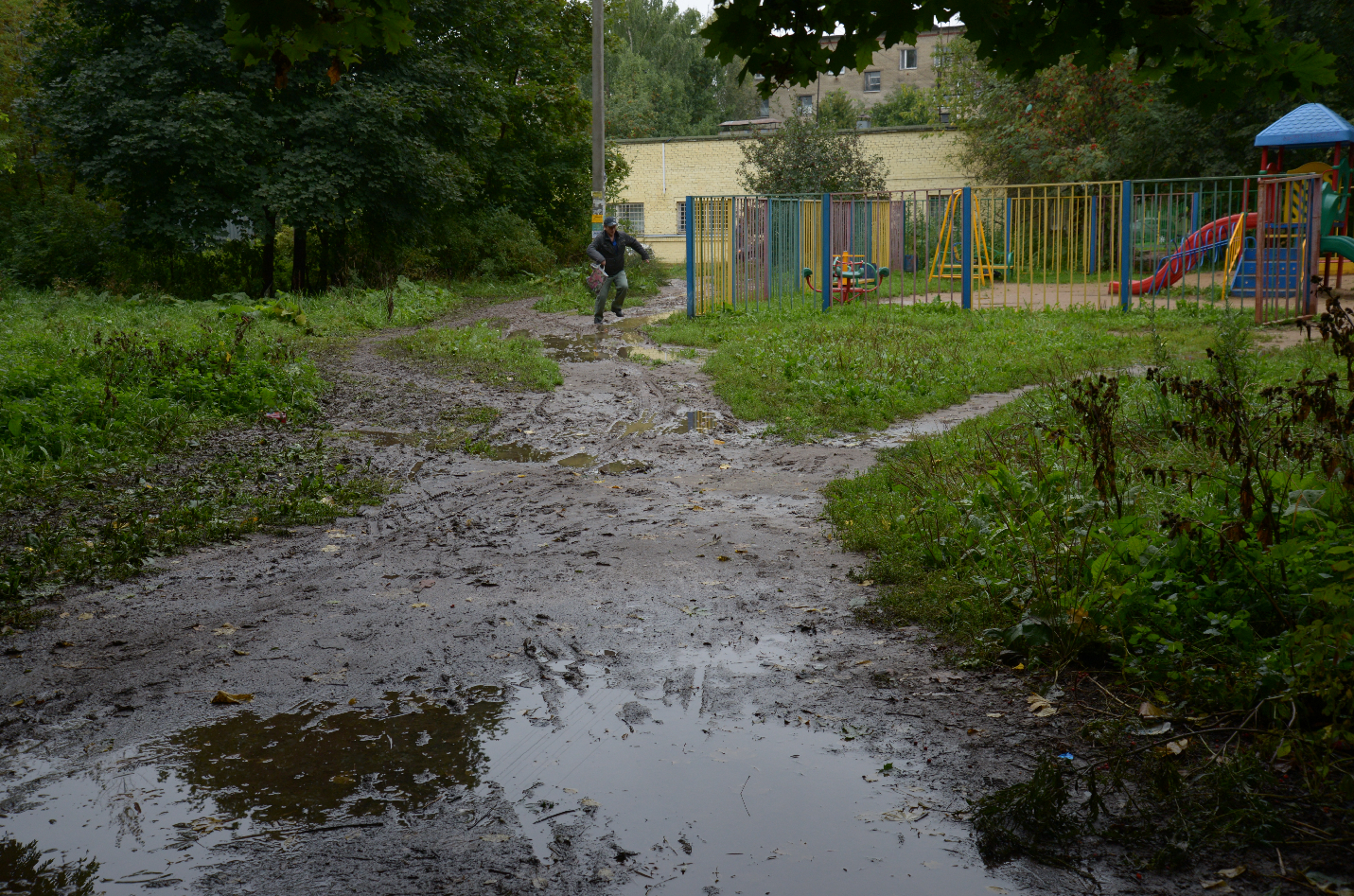
Кокошкино было

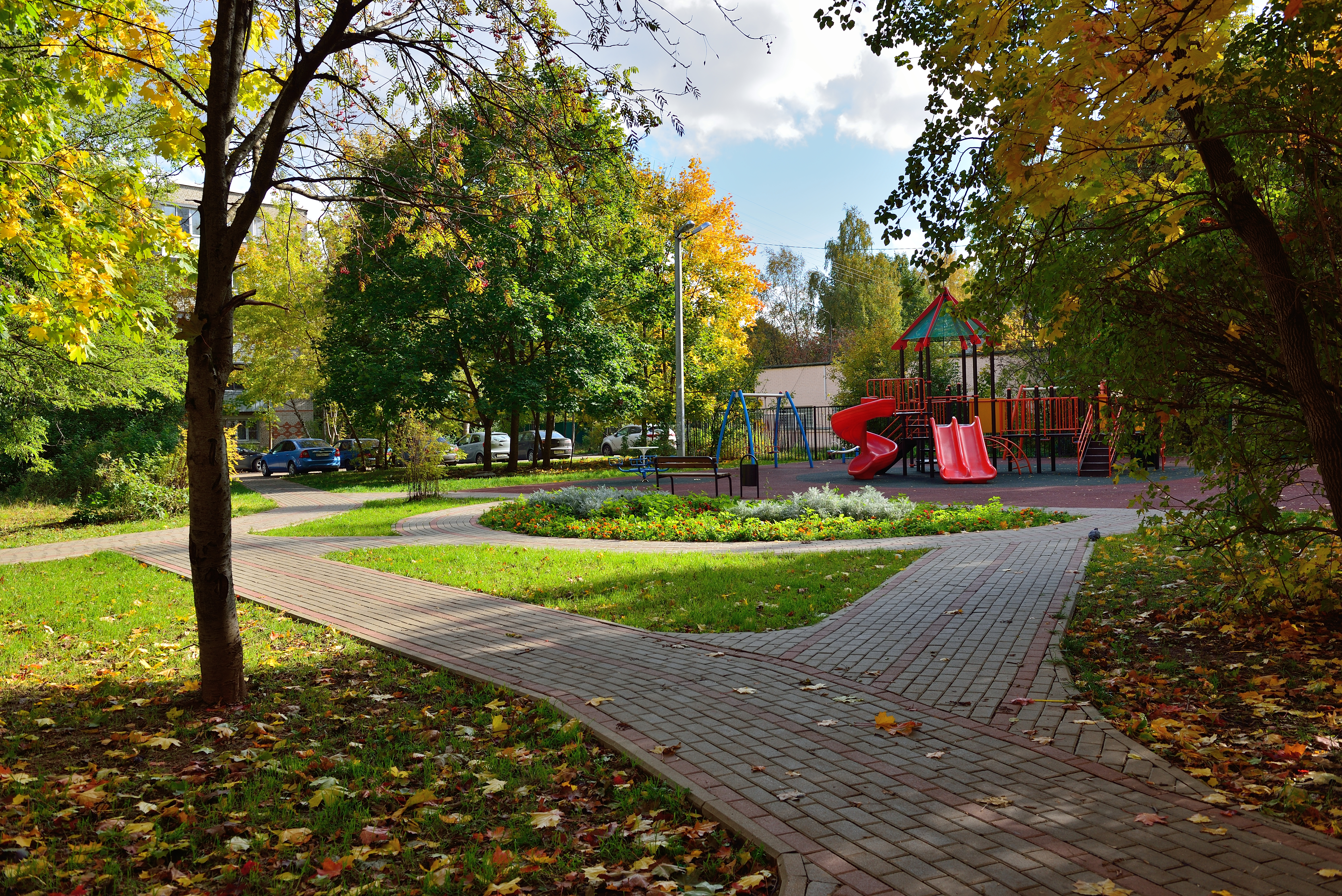
Кокошкино стало

После вхождения территории посёлка в город Москву, начались существенные преобразования.

Ведётся активное дорожное строительство.

Проложены пешеходные дорожки.

Построено значительное количество детских площадок в районе многоэтажной застройки.

Отремонтировано здания больницы и поликлиники (№ 3). Установлены удобные стойки в регистратуре и дополнительная стойка для оформления медицинской документации на 2 этаже поликлиники. Рабочие места компьютеризированы. Основная часть здания больницы перепрофилирована в кабинеты для диагностических медицинских процедур и кабинетов приёма (ЭКГ, эндокринолог, окулист, УЗИ, гинеколог). Принят на работу новый квалифицированный медицинский персонал. На 02.12.2017 г.: должность заведующей поликлиникой занимает Давыдова Мария Павловна, в поликлинике начал принимать «Врач общей практики», количество участковых терапевтов доведено до четырёх, с работой дежурного терапевта по субботам, число дней приёма окулиста увеличено до 4 в неделю.

В высокой степени готовности находится строящийся трёхэтажный детский сад.

Ведётся перепланировка и зонирование центральных улиц посёлка — Железнодорожной и Дачной.

Активно ведётся ремонт фасадов и крыш жилых домов, замена коммуникаций в местах общего пользования жилых домов.

Обустроен сквер с площадкой для проведения собраний и мероприятий на 300 человек, на котором в 2017 году впервые прошёл день города Москвы, тогда как в предыдущие годы культурно массовые мероприятия проводились на травяной площадке и их возможность проведения в значительной степени зависела от погодных условий

## Образование и культура
Образование

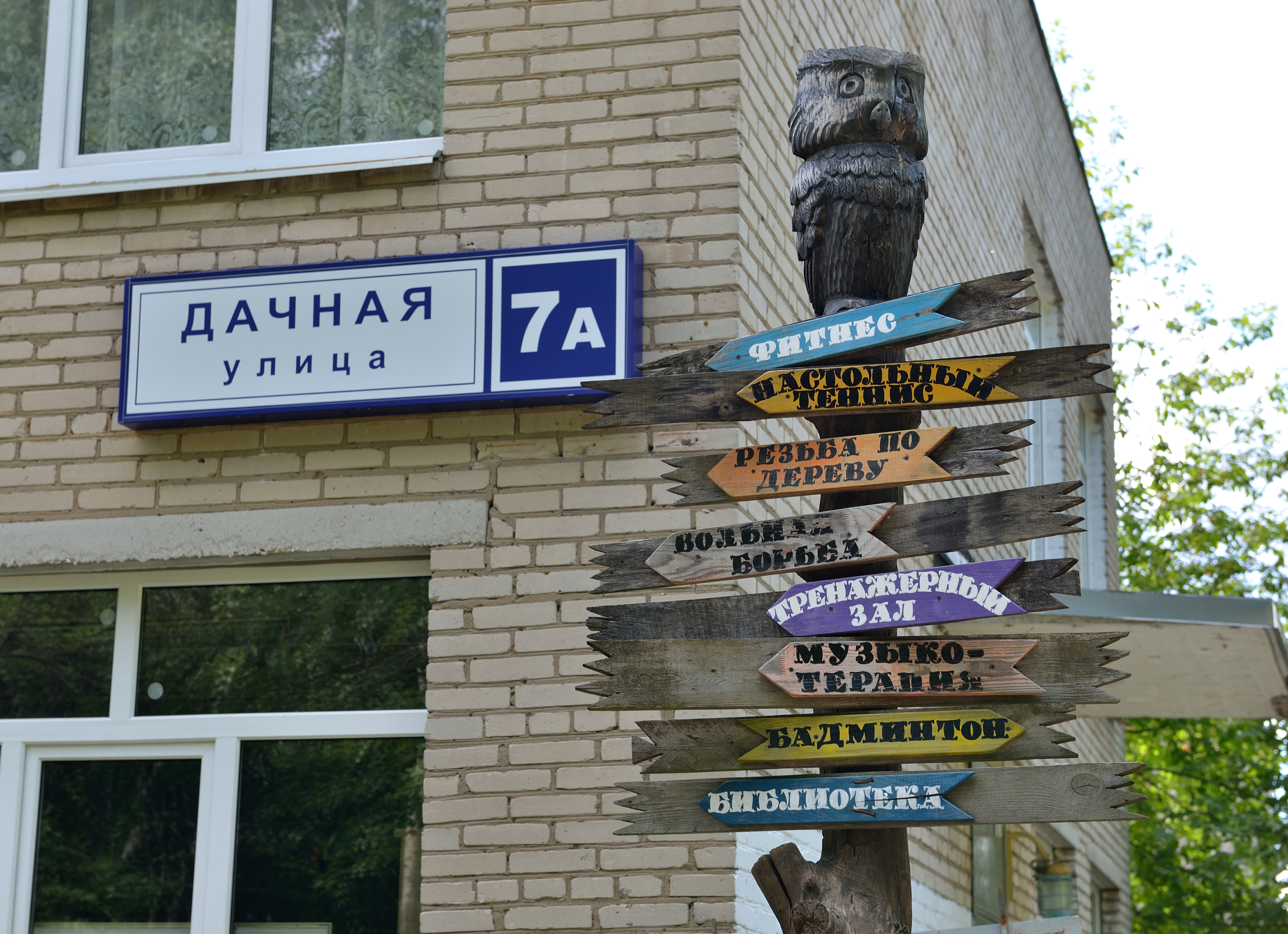
Кокошкино — в досуговом центре

В Кокошкино функционируют ГБОУ Школа № 2057 города Москвы (ранее –Кокошкинская СОШ № 1), Детская школа искусств № 8 и Культурно-спортивный центр «Кокошкино» с библиотекой. Также в посёлке на базе средней школы работал филиал Российского государственного гуманитарного университета. В 2012 году в Кокошкино открылся детский центр «Колибри» (от 1 года до 15 лет)

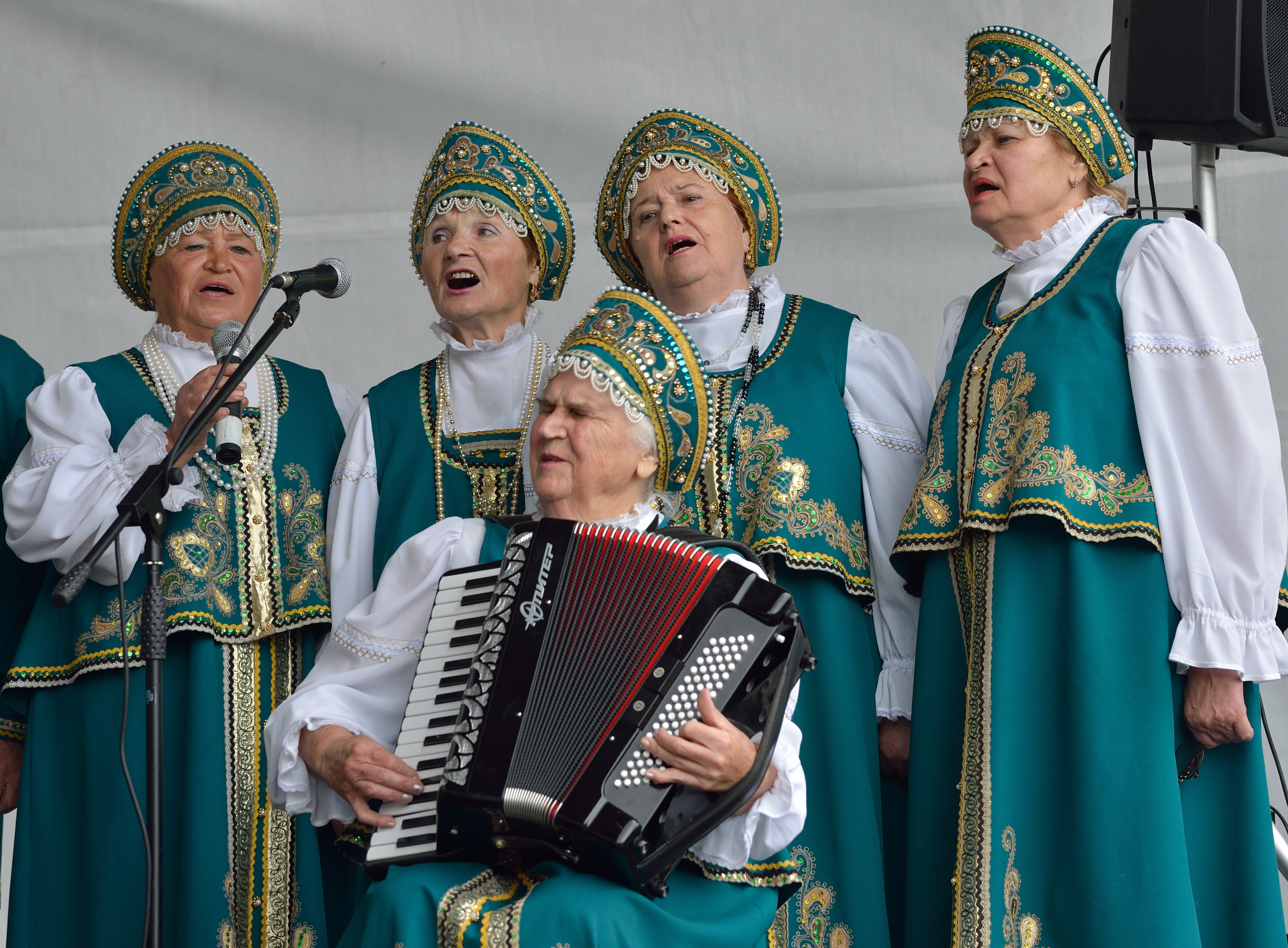
Артисты Хорового коллектива МБУ «Культурно-спортивного центра «Кокошкино» «Родные напевы»
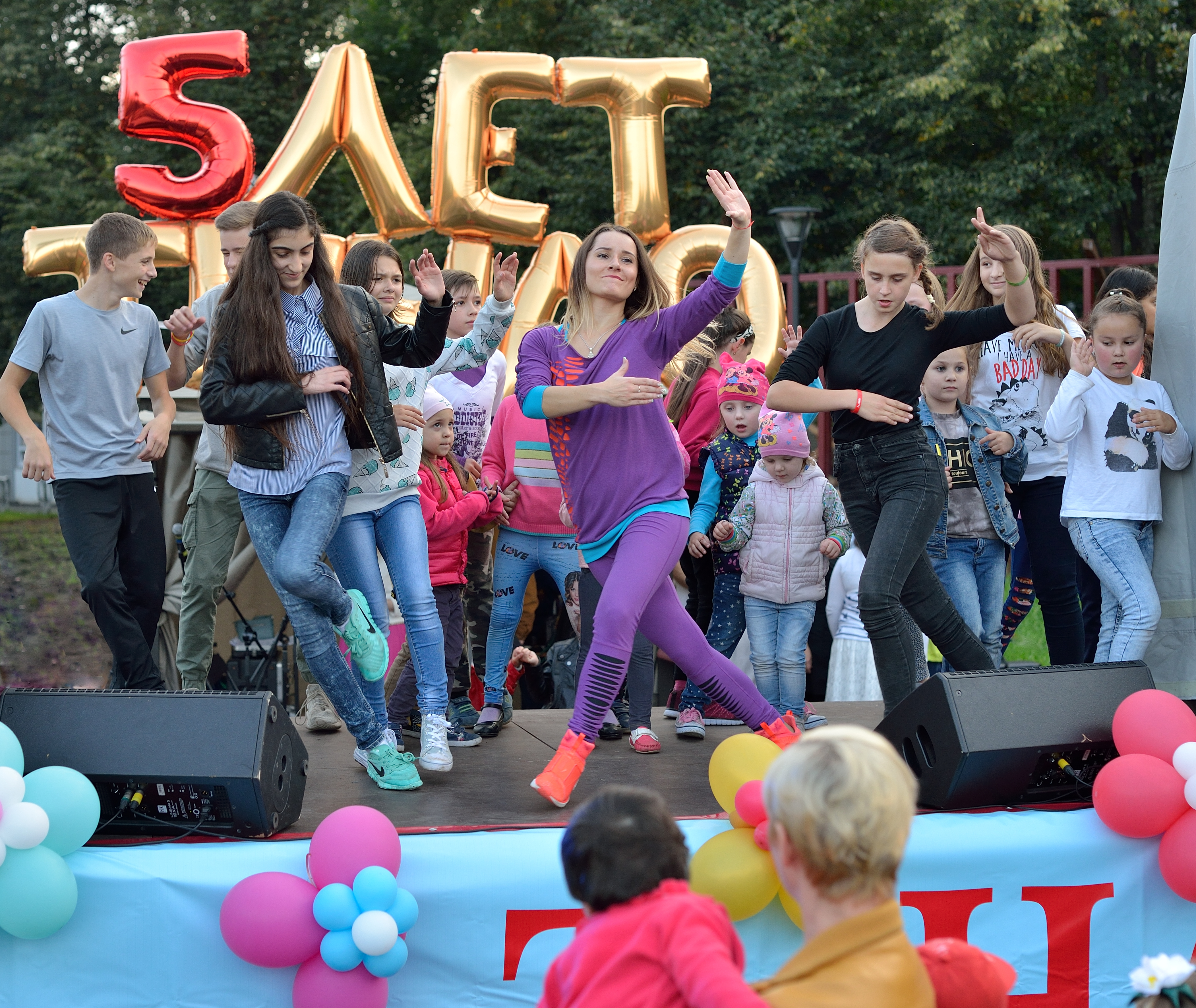
870-летие Москвы
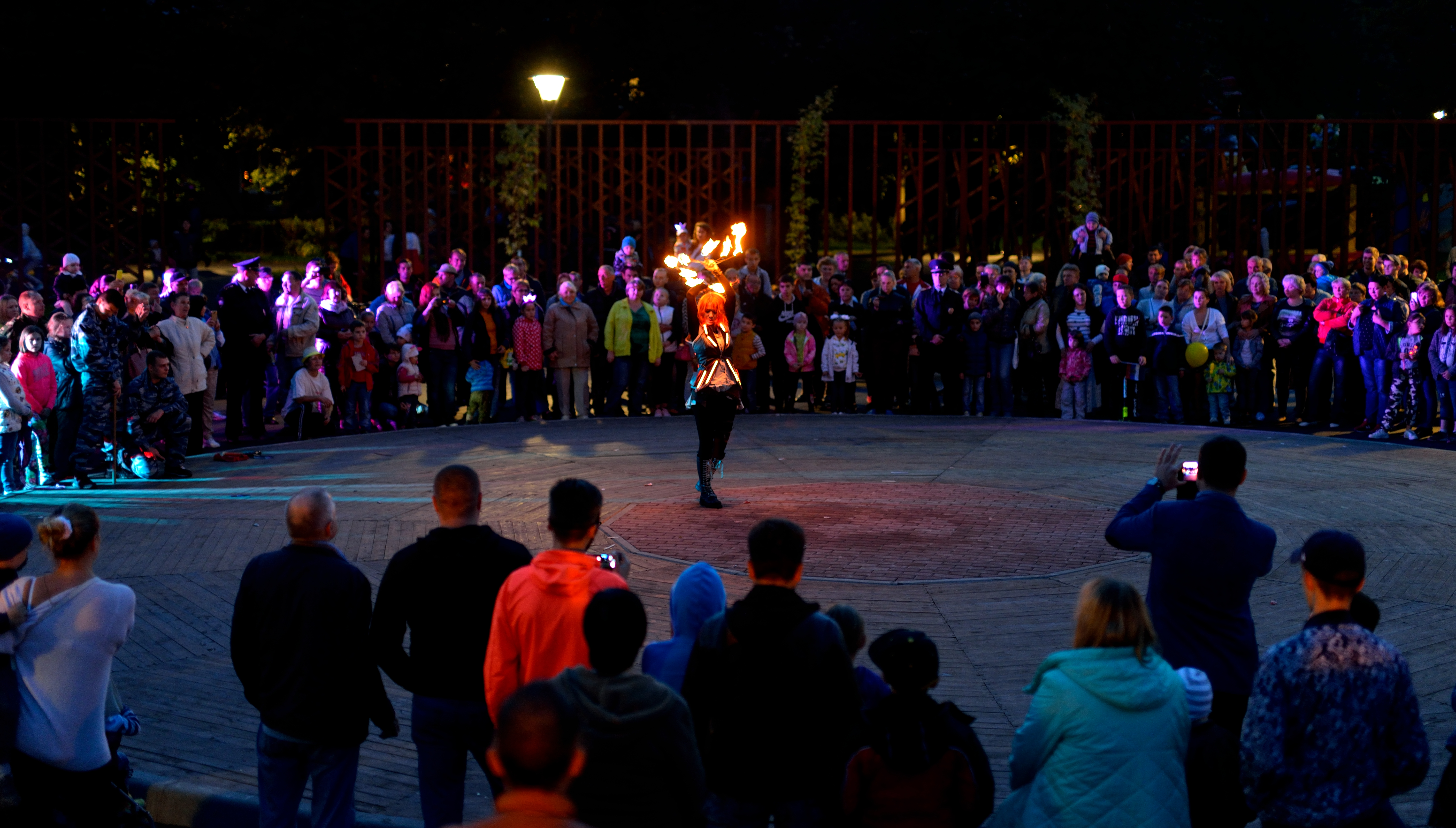
870-летие Москвы
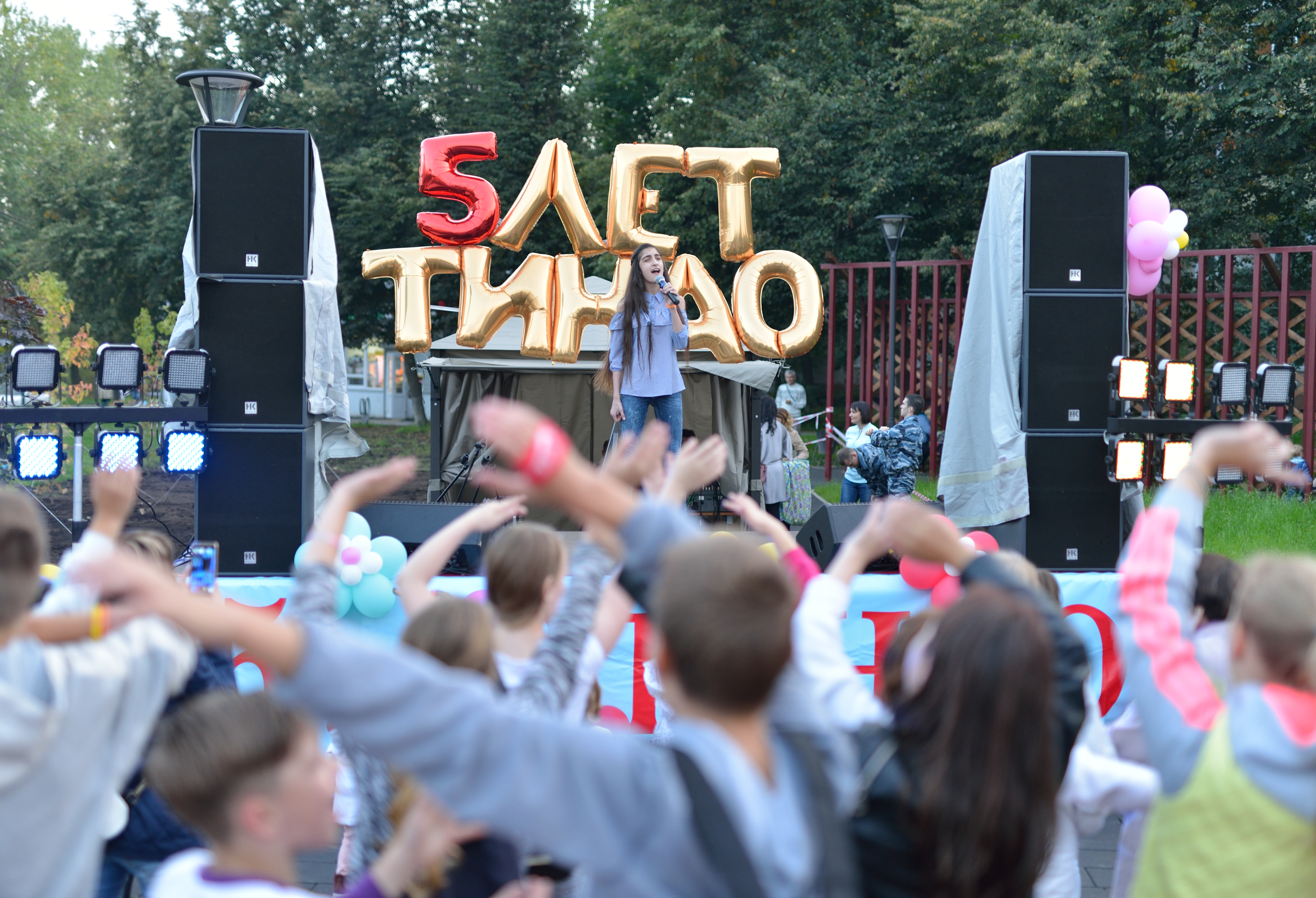
870-летие Москвы
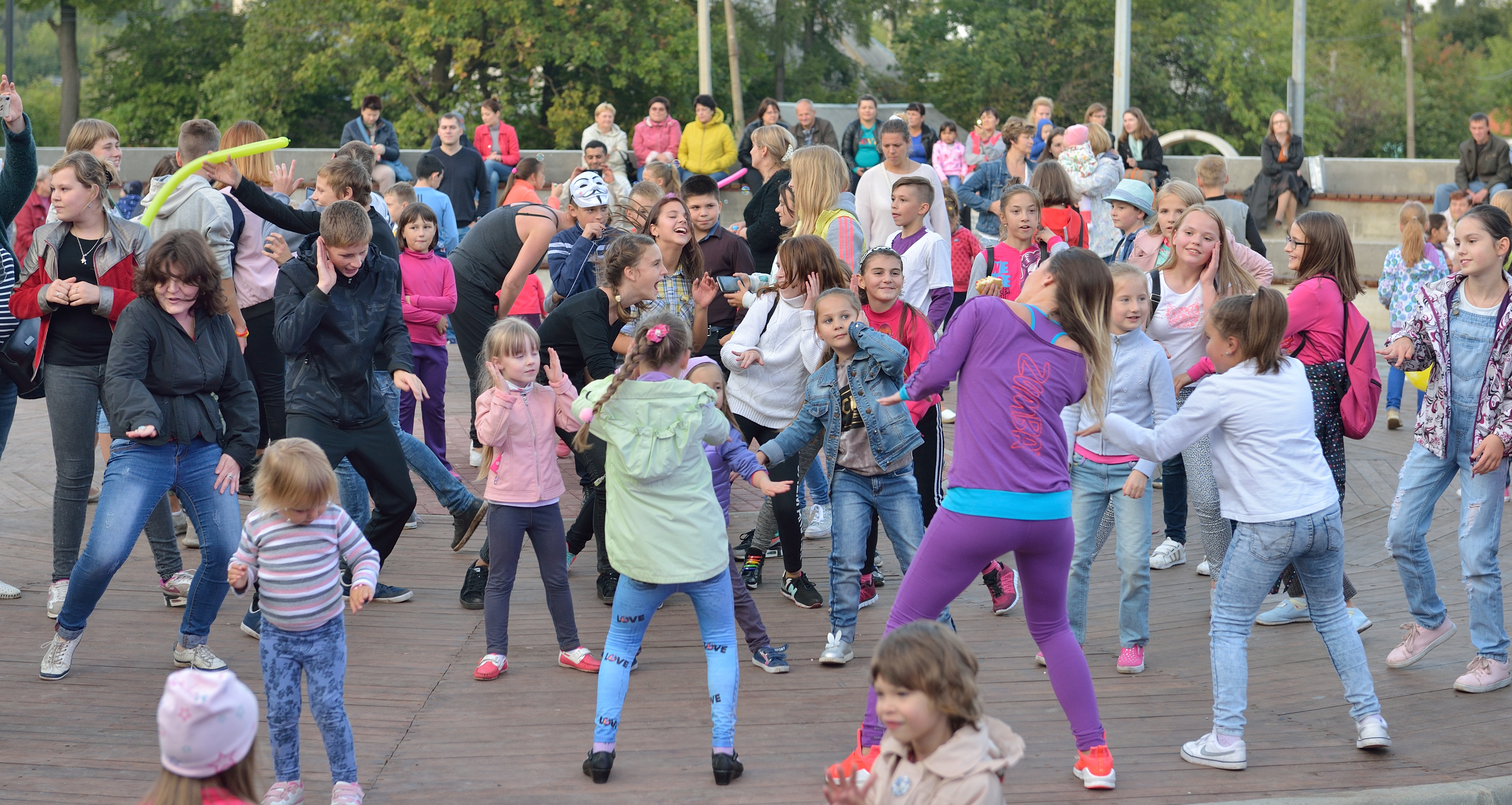
870-летие Москвы
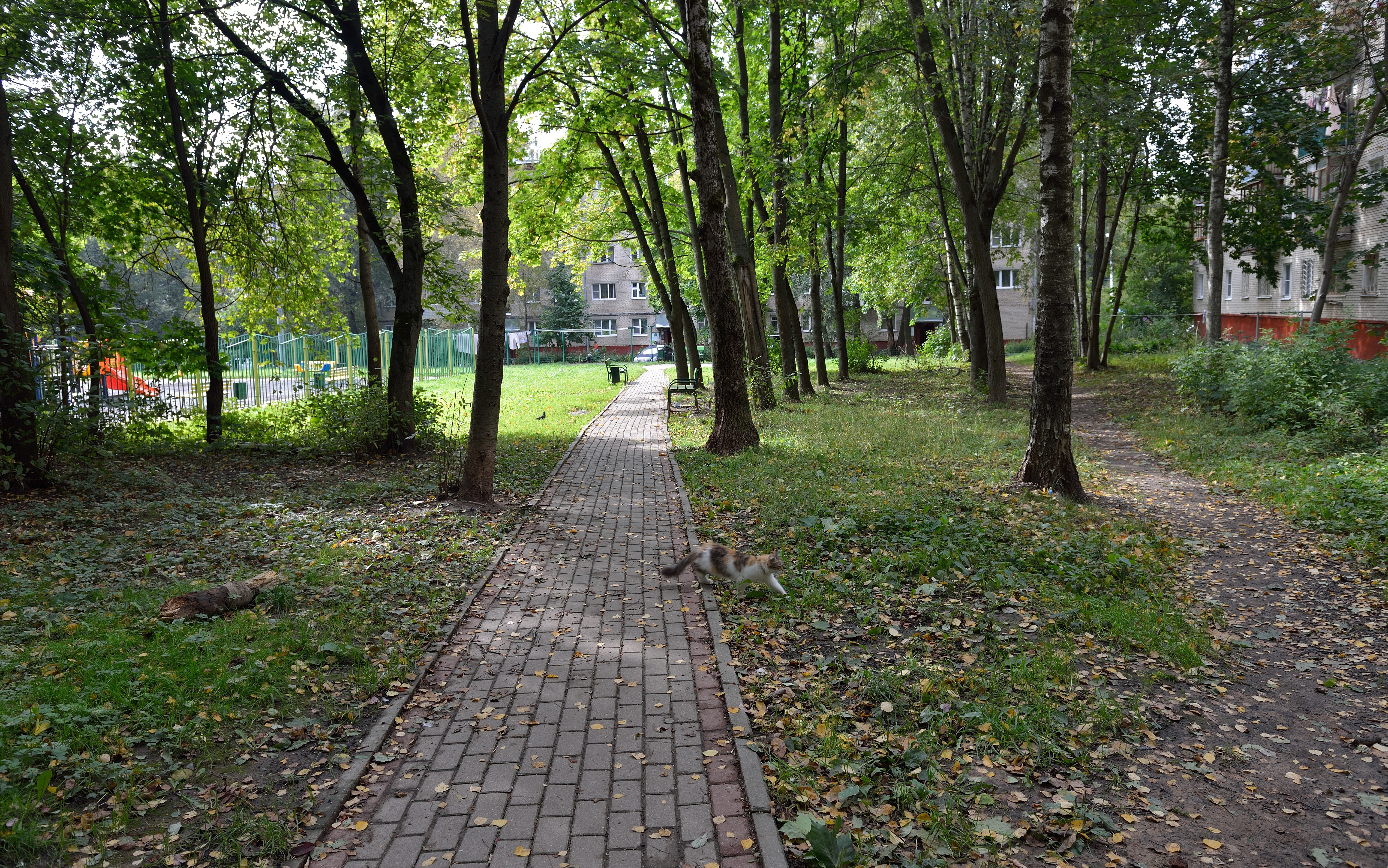
Дома по ул.Школьная 3А и Школьная 7 попавшие под реновацию
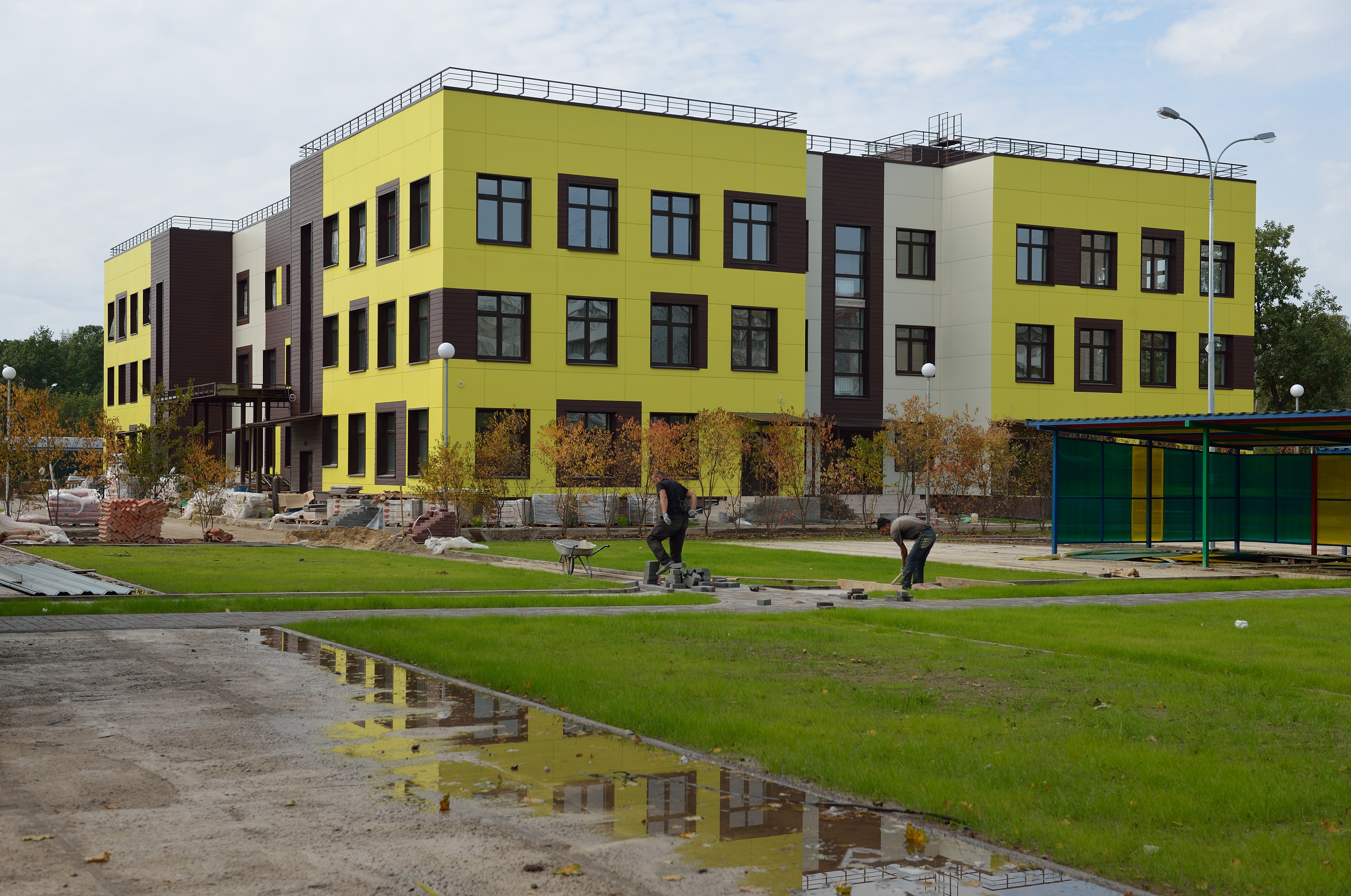
Строящийся детский сад
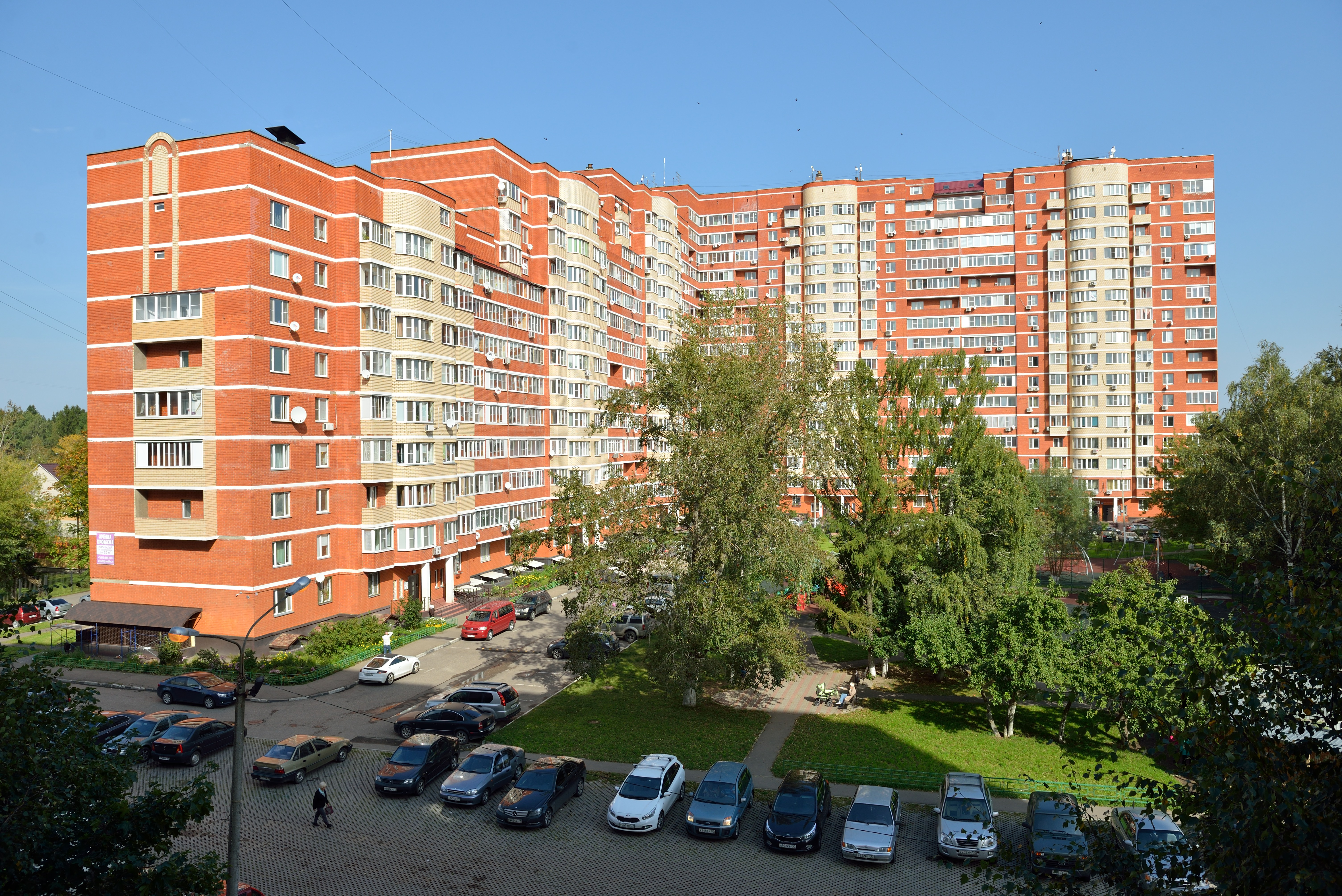
Дзержинского 6
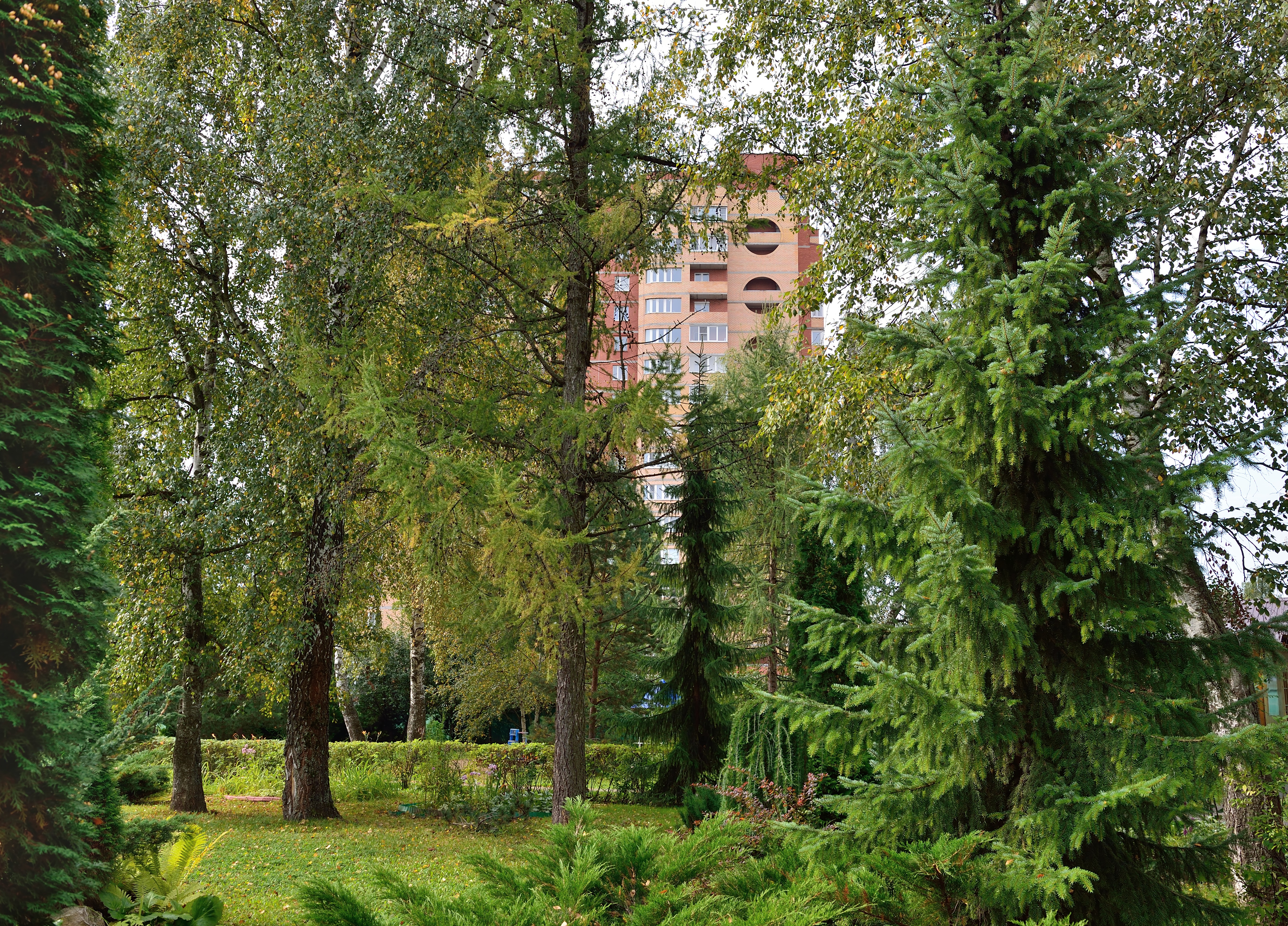
Дзержинского 8
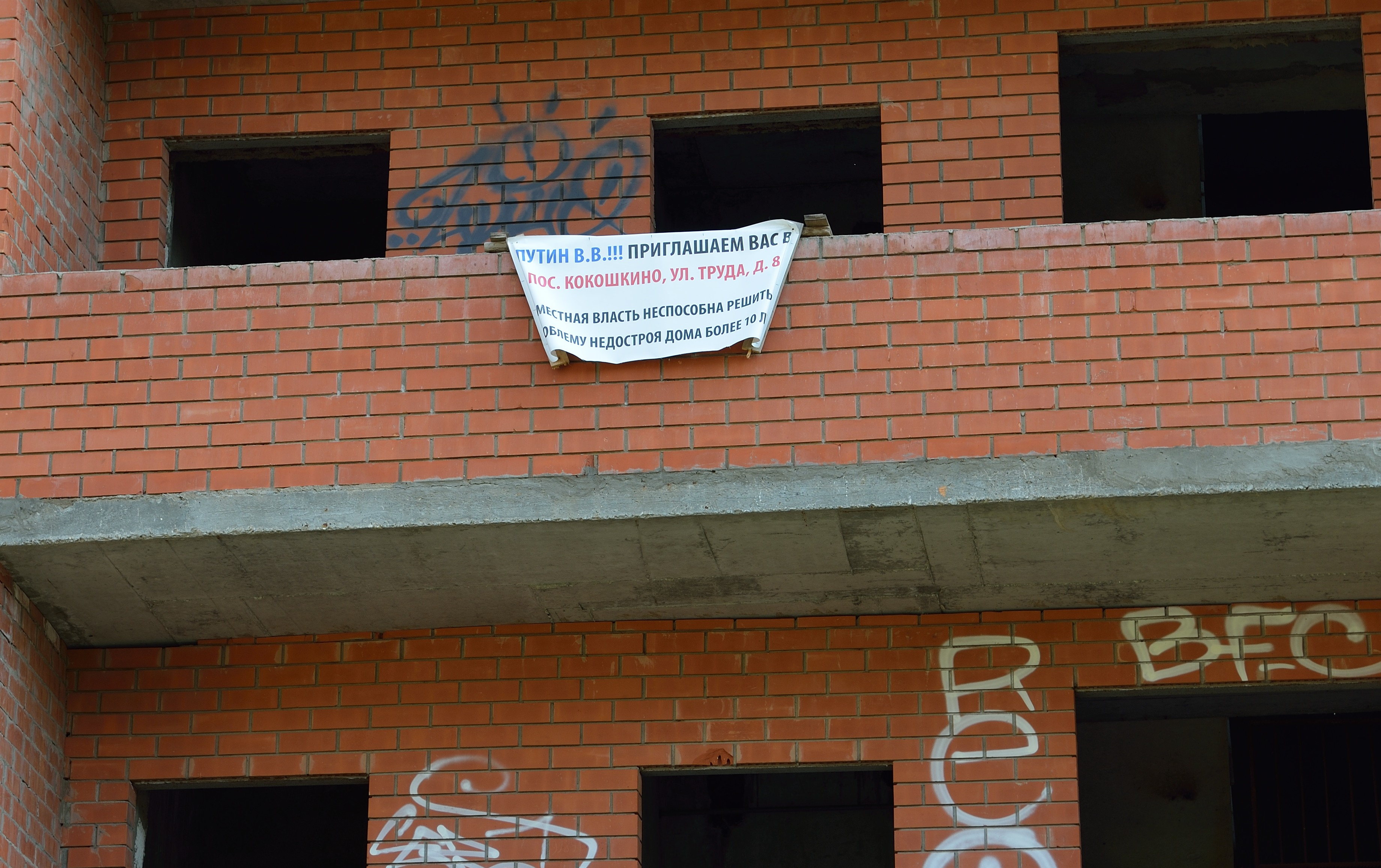
Труда 9 долгострой
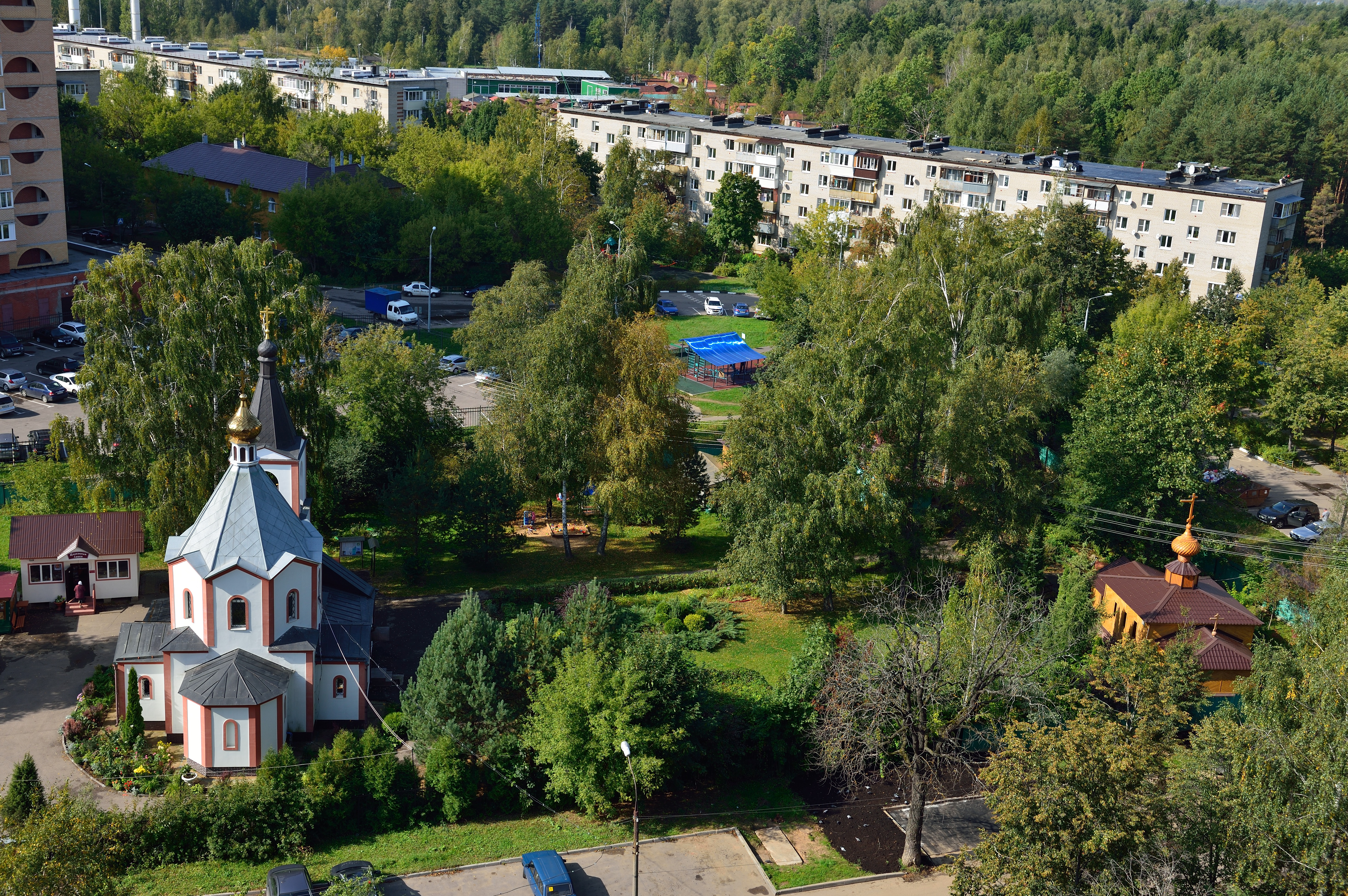
Вид на Церковь мучениц Веры, Надежды, Любови и матери их Софии
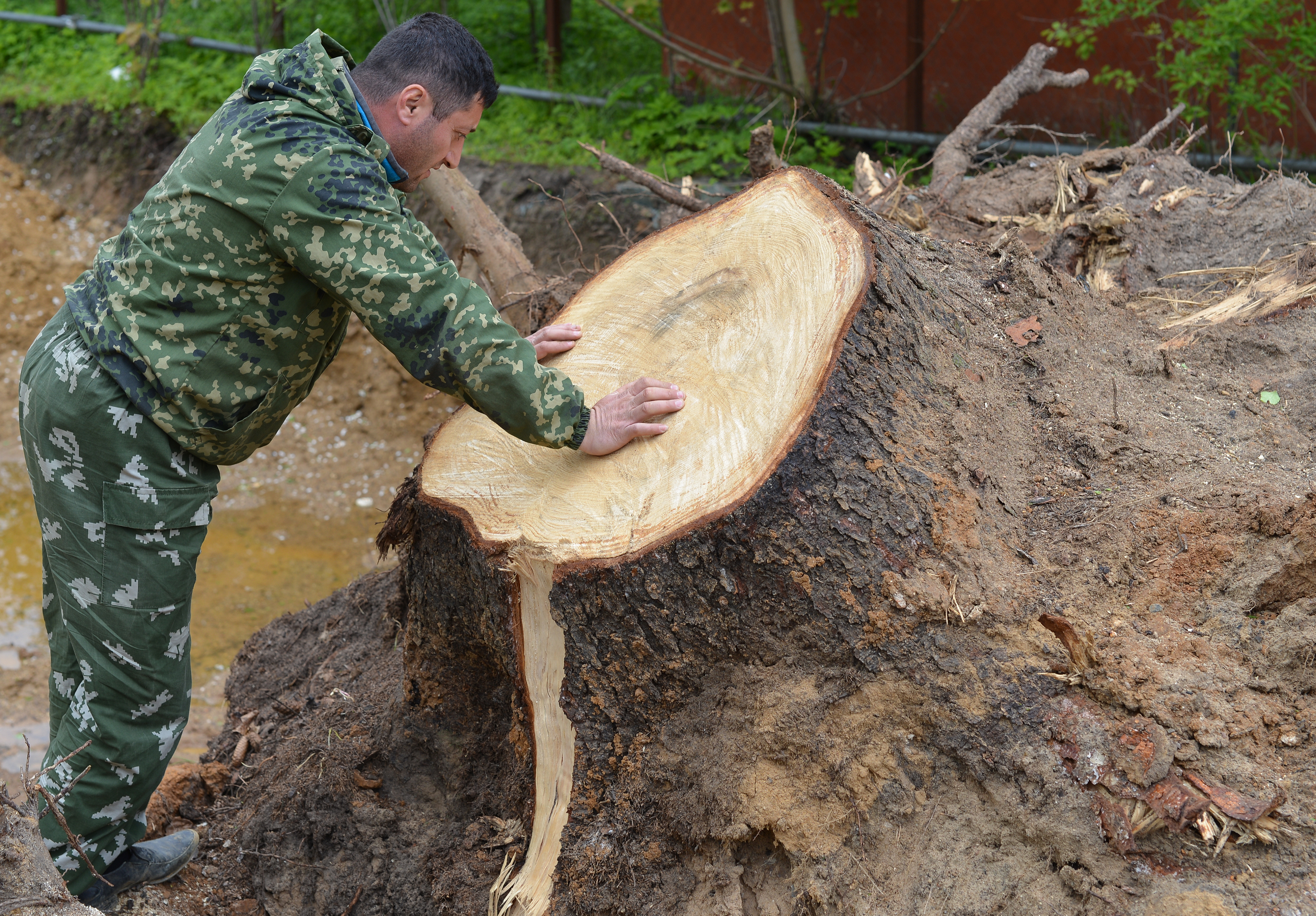
Ели,уничтоженные при строительстве автомагистрали
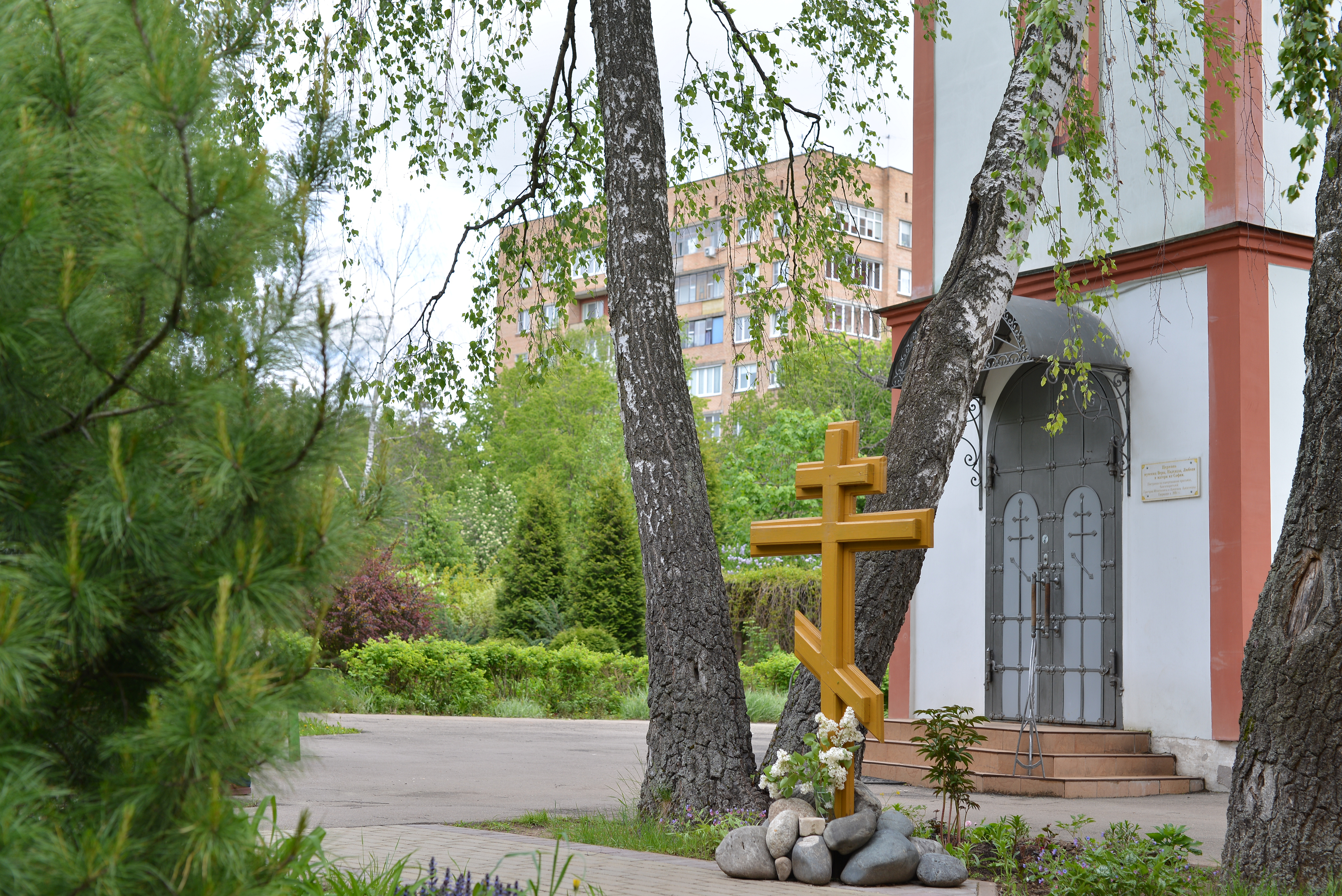
Церковь мучениц Веры, Надежды, Любови и матери их Софии
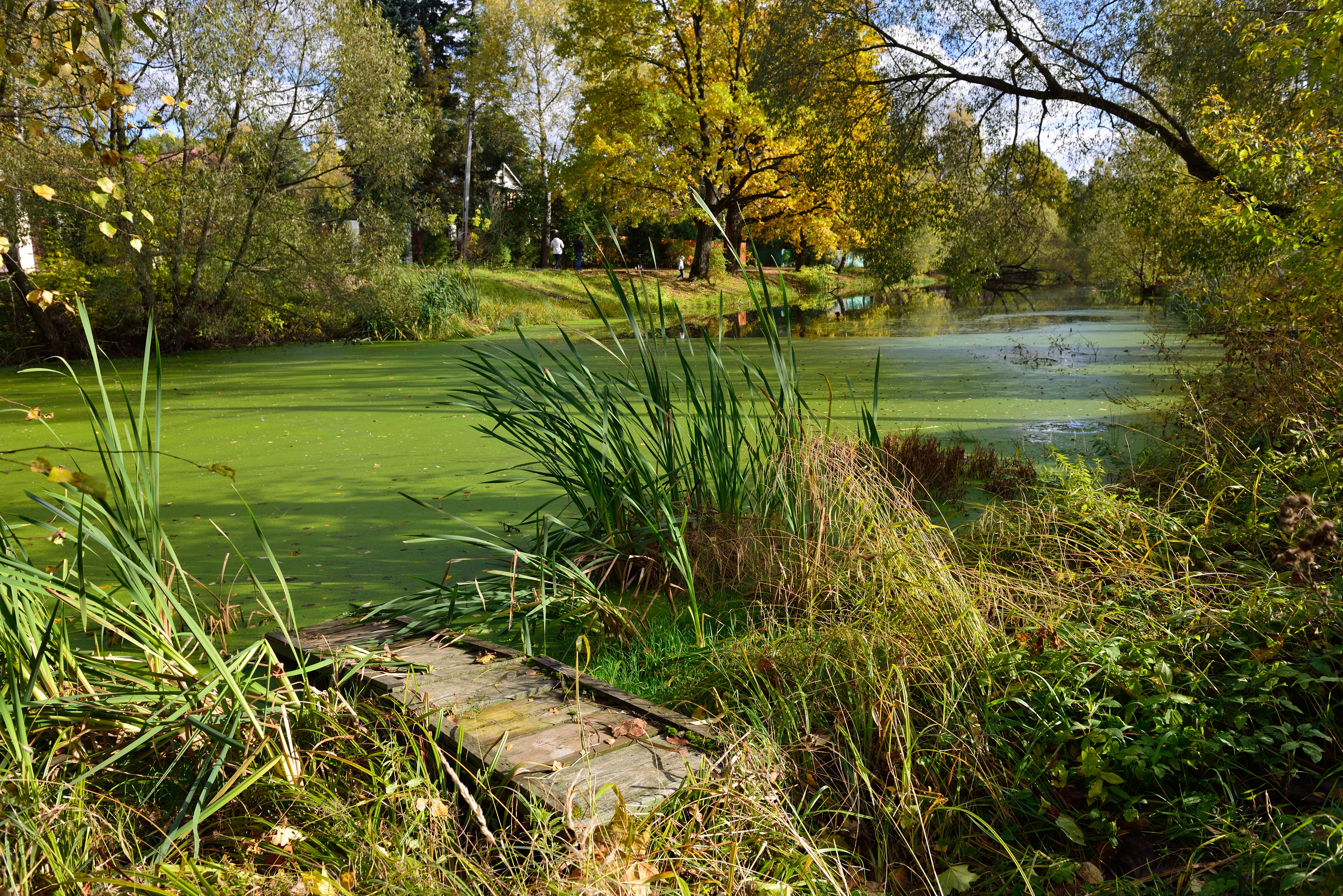
Пруды
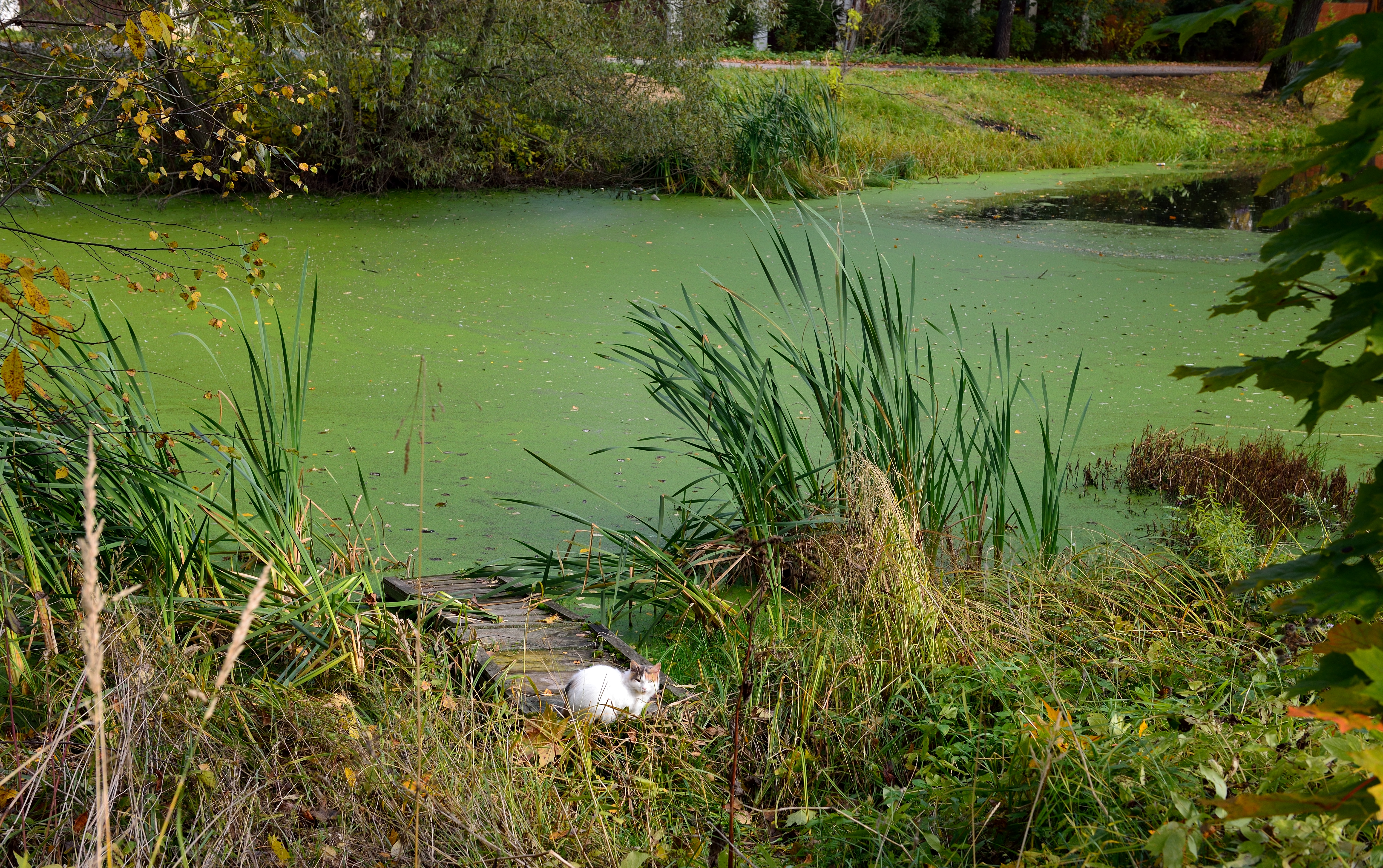
Пруды
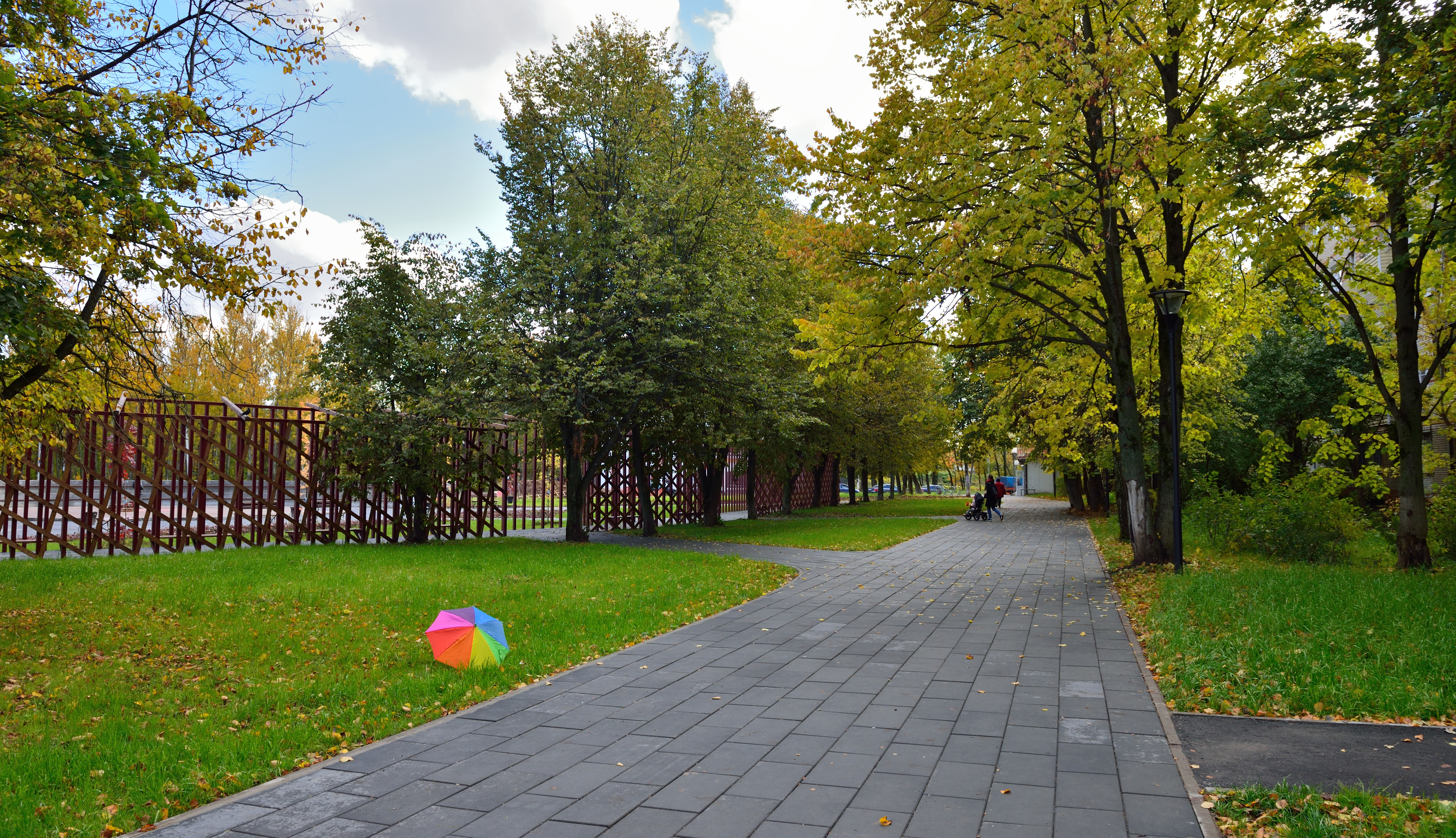
Зона отдыха
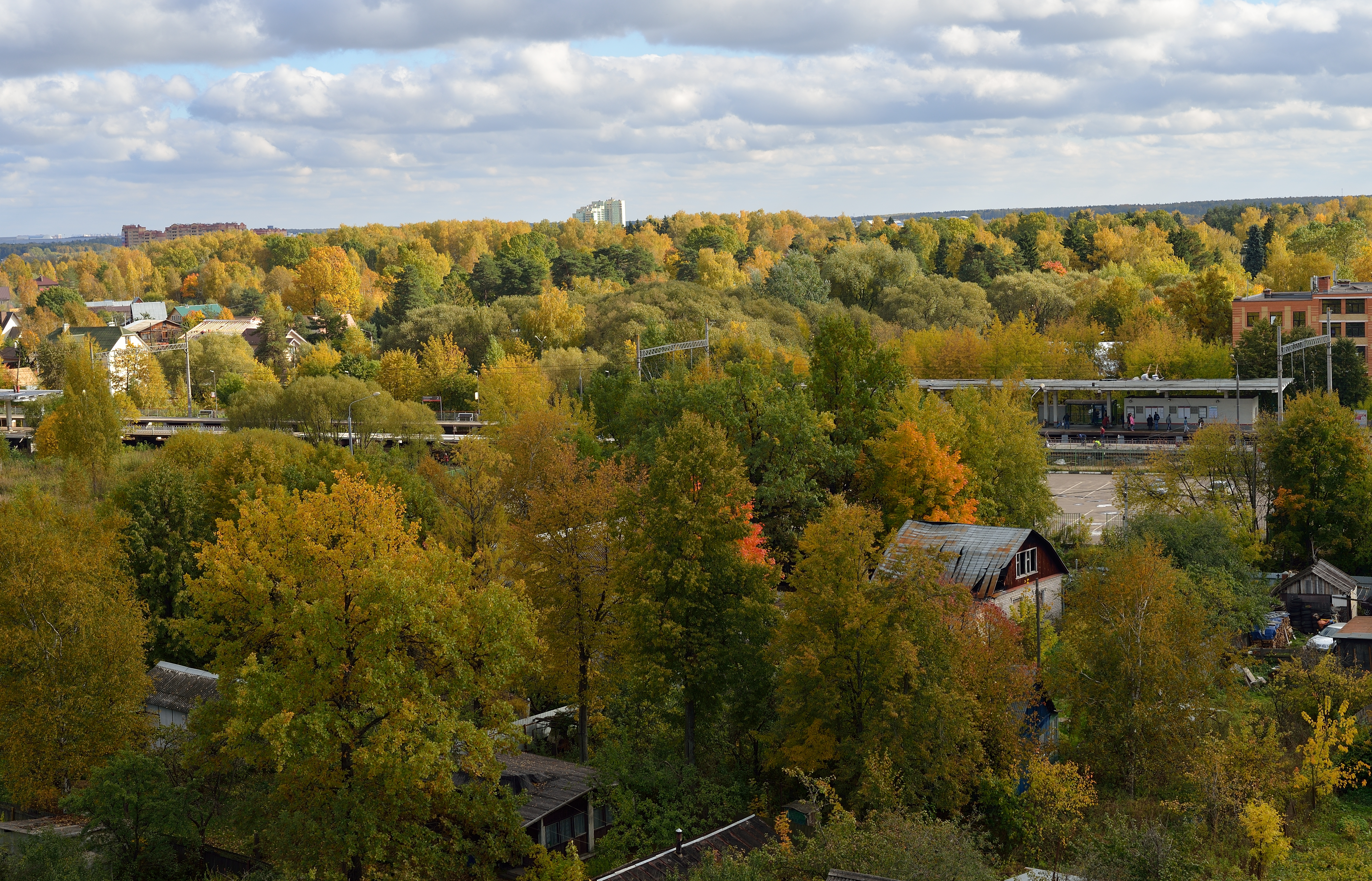
Вид на платформу
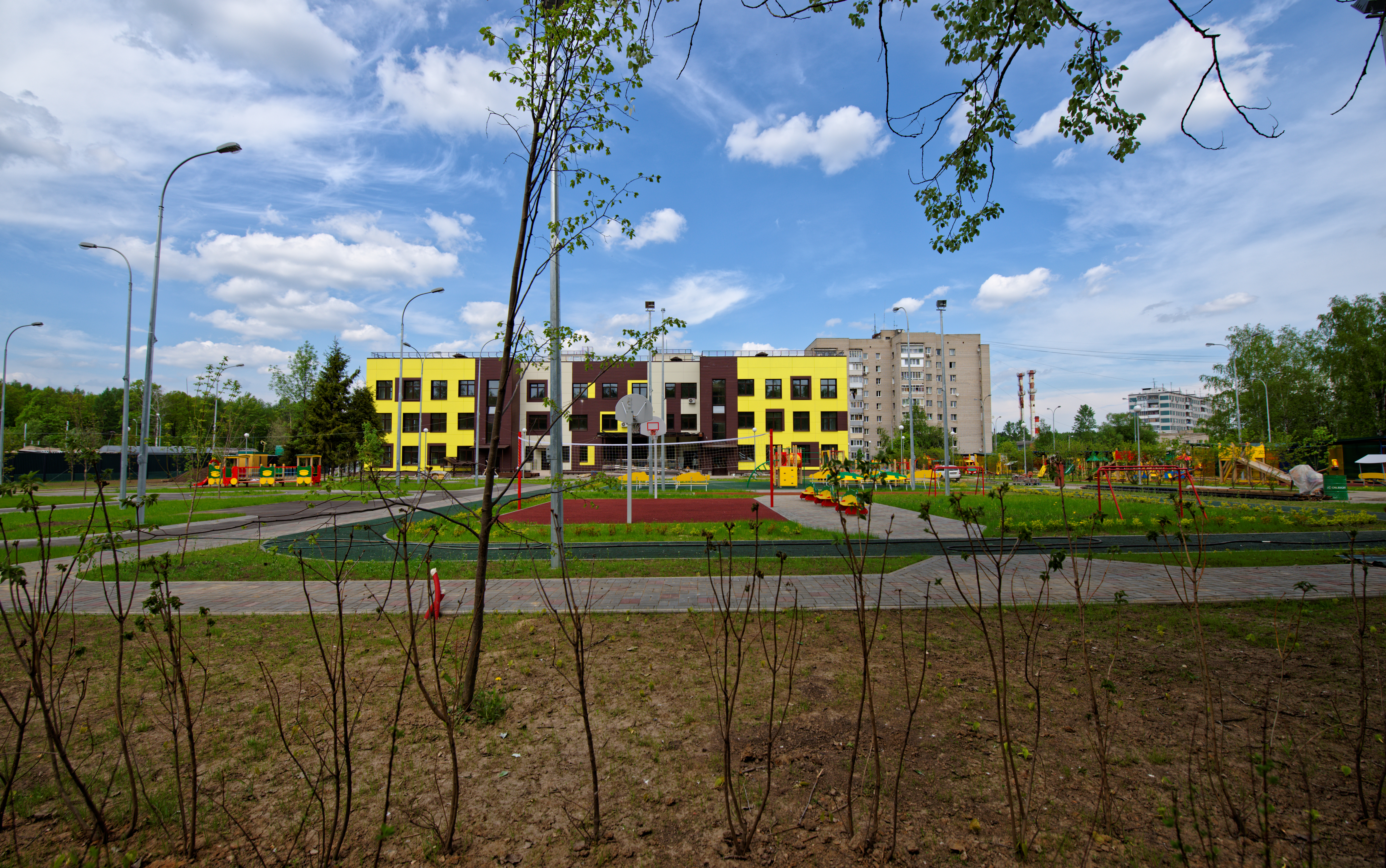
Новый детский сад
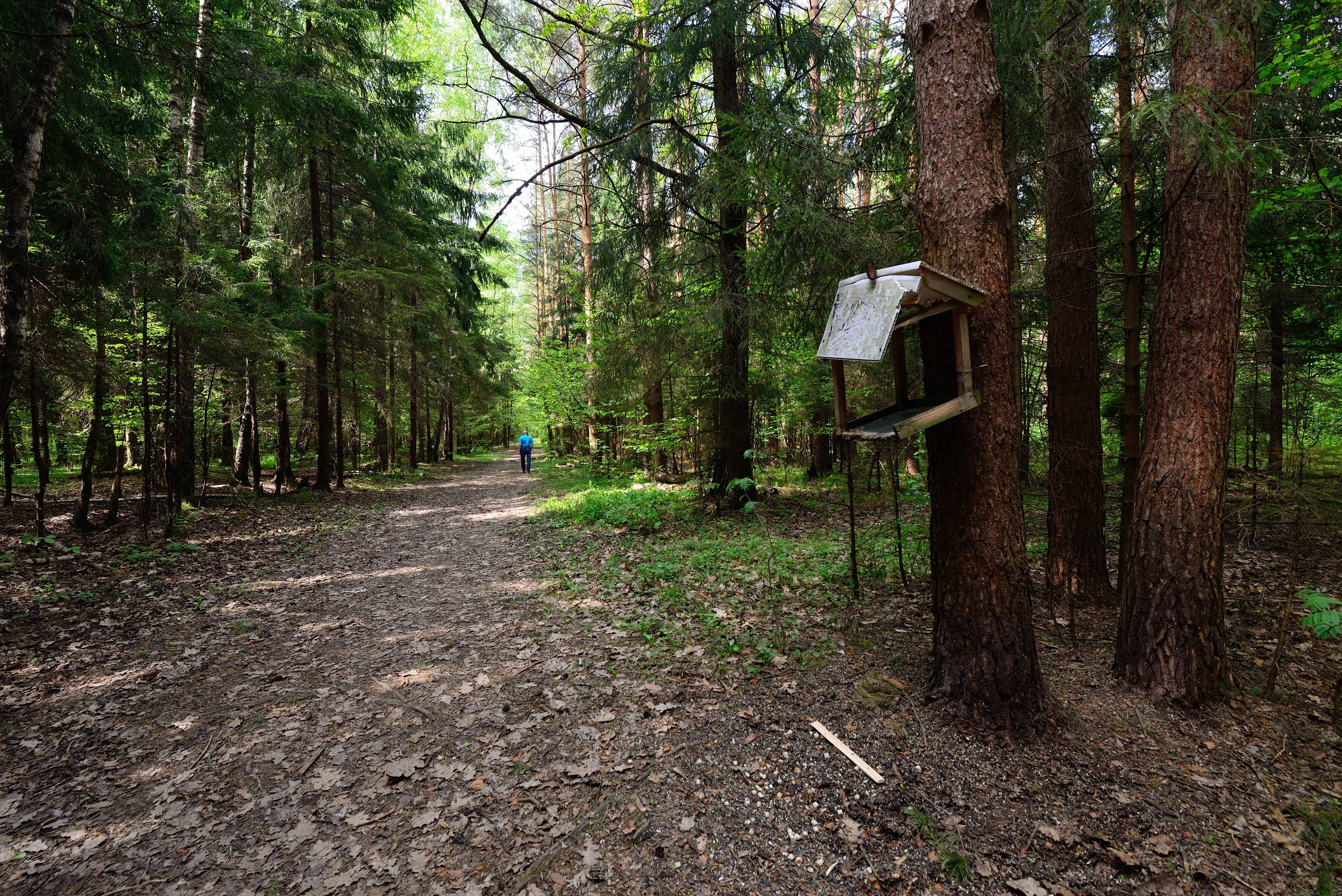
В примыкающем Одинцовском лесу
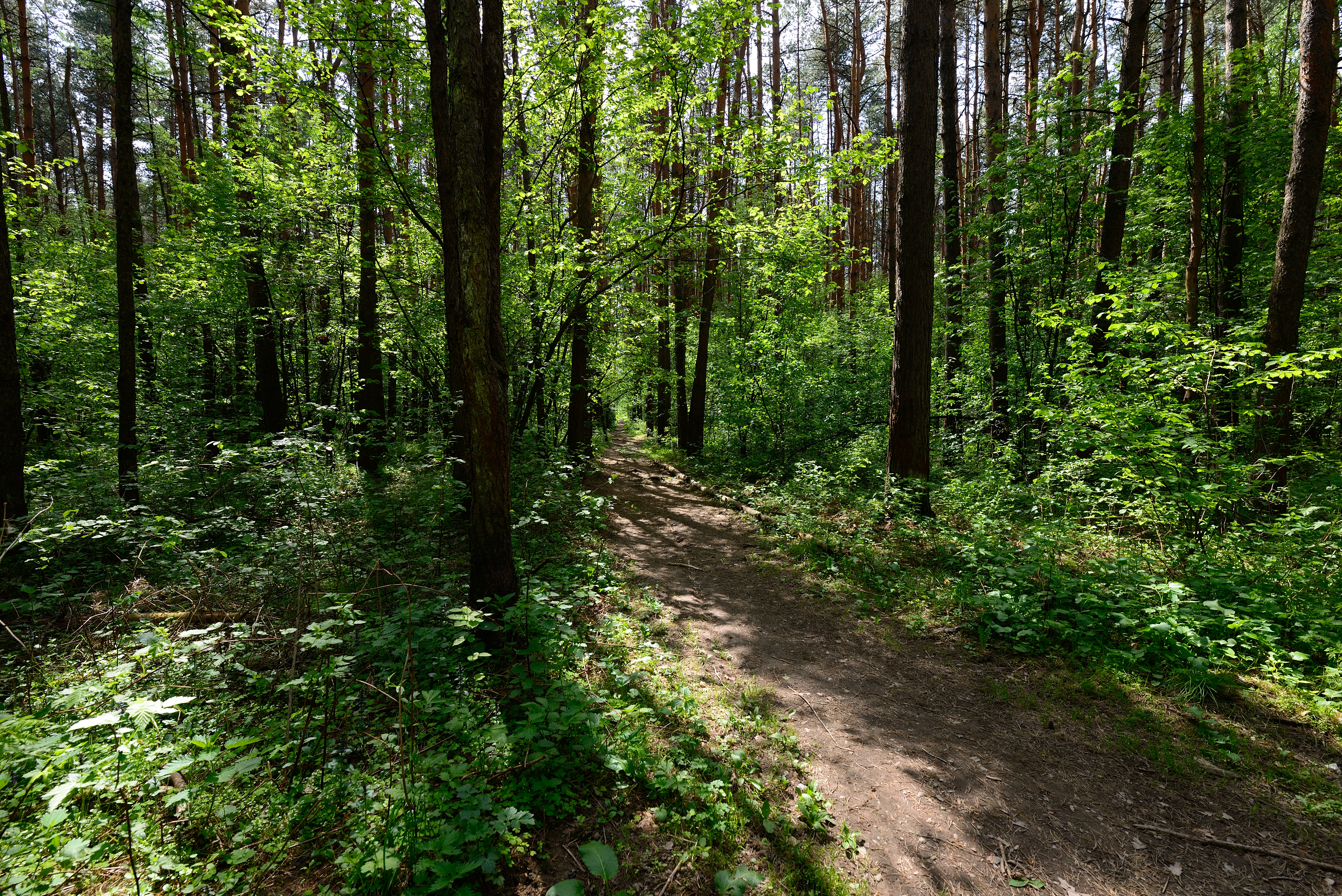
Кокошкино в лесу
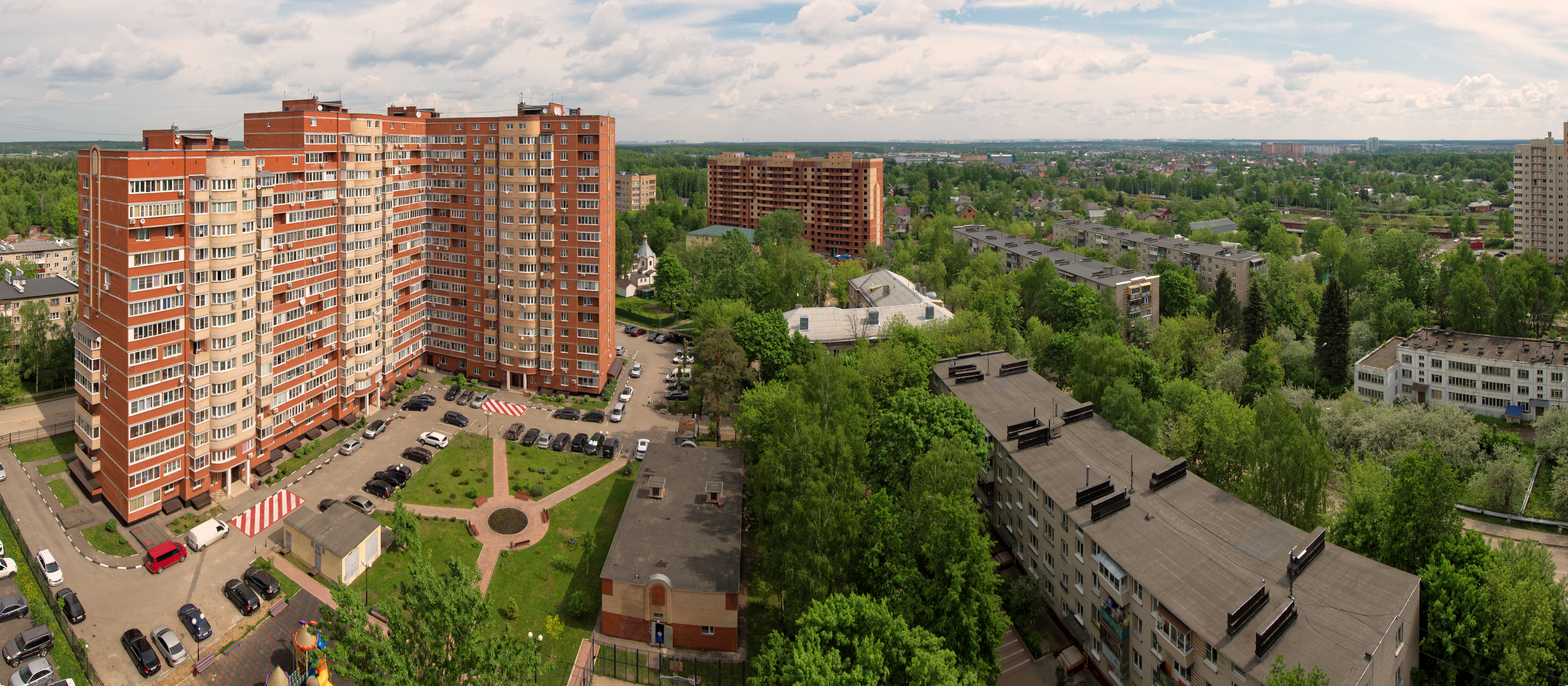
Вид в сторону Марушкино и Толстопальцево
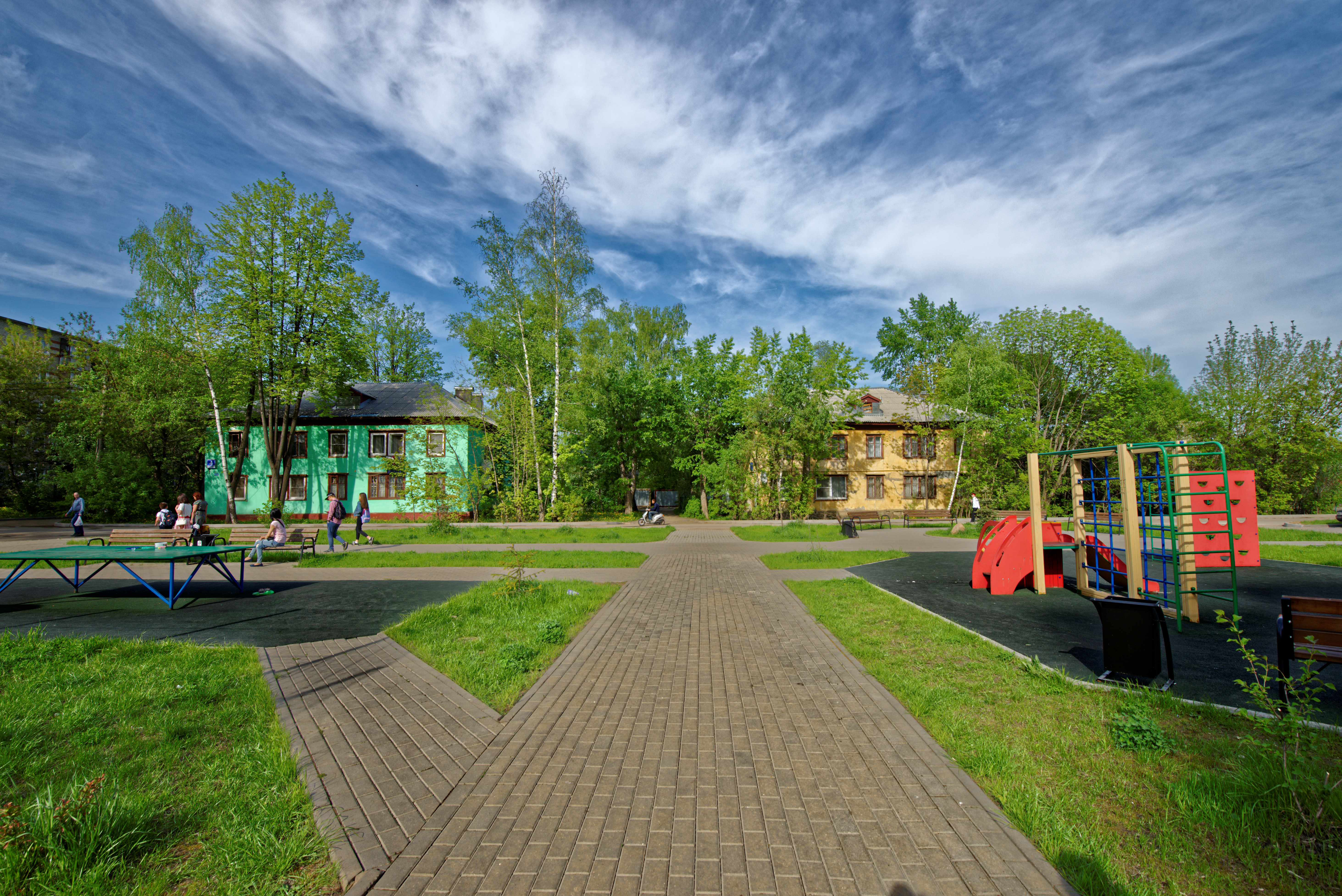
Бараки планируемые под снос
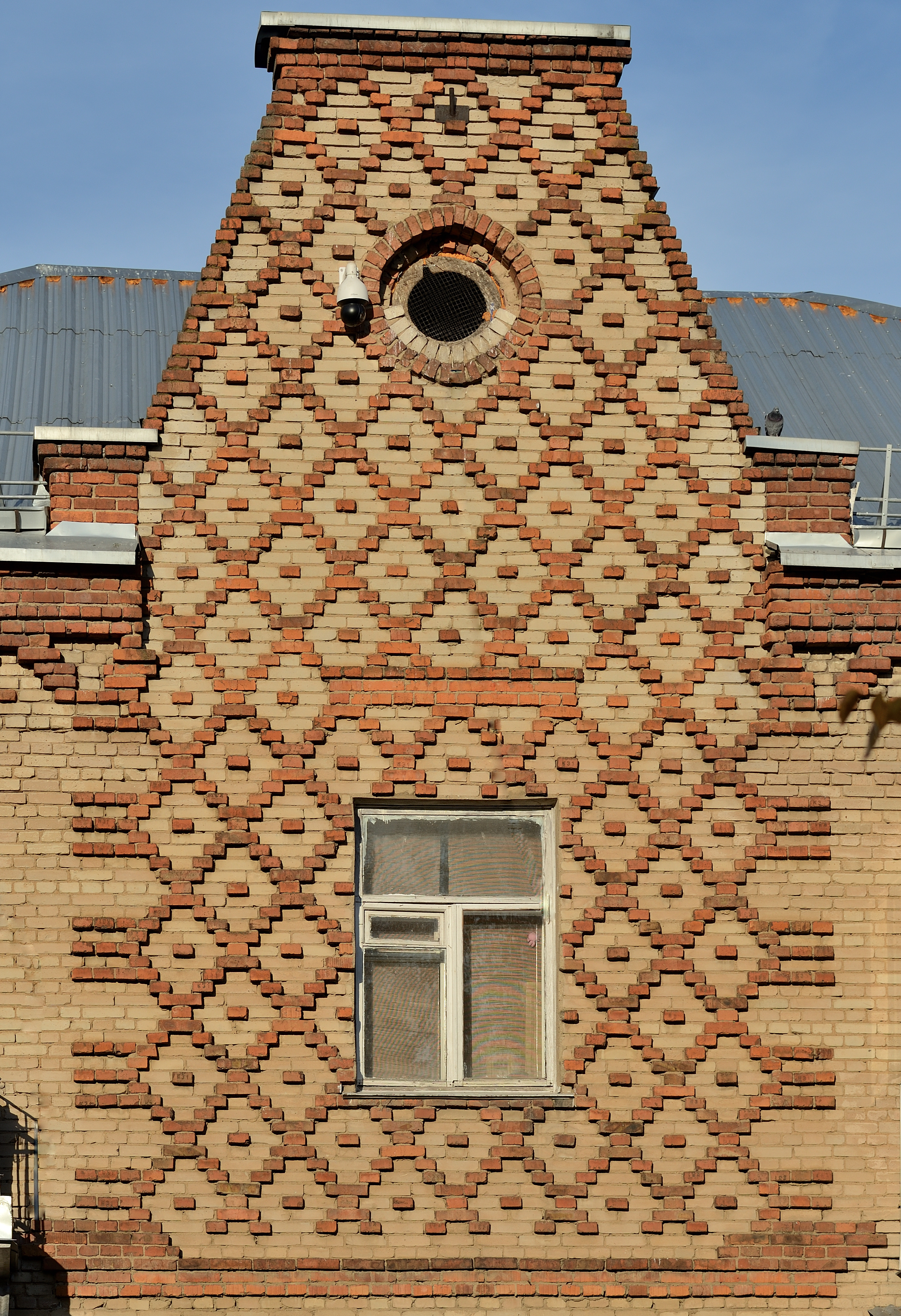
Узорная кладка из красного кирпича на доме по Ленина, 2